# 西宮市
西宮市（にしのみやし）は、兵庫県南東部の阪神間に位置する市。1925年（大正14年）に西宮町が市制を施行して誕生した。中核市 および中枢中核都市に指定されている。

## 概要
大阪市と神戸市の中間（阪神間）に位置し、推計人口で神戸市、姫路市に次ぐ兵庫県第三の都市である。
プロ野球チーム・阪神タイガースの本拠地であり、春夏の高校野球全国大会が開催される阪神甲子園球場や、毎年1月9日から11日の十日戎で「福男選び」でも知られる西宮神社、また日本三大厄神の一つ門戸厄神東光寺が所在している。えびす神社の総本社である西宮神社の鳥居前町として長い歴史を持つ ほか、江戸時代には西国街道の宿駅が設置された。
阪急神戸線沿線を中心に阪神間モダニズム文化に育まれ、西宮七園など高級住宅街が広がっている。また、市内には関西学院大学をはじめとする大学が10校以上存在しており、関西学院が所在する上ケ原地区は文教地区に指定されているため土地利用において一部制限を受ける。1973年に市は文教住宅都市を宣言した。西宮北口駅周辺は学習塾・予備校の激戦区であり、特に中学受験用の塾が集積している。その数の多さから塾銀座と呼ばれている他、インターナショナルスクールも多く教育熱が高い地域でもある。
1995年の阪神・淡路大震災では大きな被害が出たが、中南部の西宮北口駅周辺など市内各地で復興事業・再開発事業が進み、震災前後で大きく景観が変わった。2008年には西宮北口駅前の阪急西宮スタジアム跡地に関西最大のショッピングセンターであり、国内でも5番目の広さを誇る阪急西宮ガーデンズが完成した。大阪と神戸の中間に位置するなど立地条件の良さから阪急西宮ガーデンズの存在の影響は大きく、住みたい街ランキング、住みたい自治体ランキング、住み続けたい街ランキングで西宮市を1位の常連にした。
神戸市灘区・東灘区から西宮市の阪神本線の沿線には多数の酒蔵が点在し、灘五郷と呼ばれる日本を代表する酒所の一つとして知られる。西宮市だけでも12蔵あり、沿岸部で「宮水（西宮の水）」と呼ばれる日本酒造りに適した硬水が湧水する。宮水はミネラル分が豊富で酵母の働きを活発にするリン、カリウム、カルシウムが多く含まれ酒の色や香りを悪くする鉄分が少ない事から酒造りに最適なバランスであり、この宮水、山田錦、丹波杜氏によって酒好きから男酒とよばれる荒々しい香りと舌触りの酒ができている。そして1995年から西宮酒ぐらルネサンスが毎年開催され、西宮の日本酒をアピールしている。一方で、西宮浜などの臨海部の埋立地は阪神工業地帯の一部を構成している。

## 地理

西宮市中心部周辺の空中写真。2021年10月24日撮影の50枚を合成作成。。

西宮市は兵庫県の南東部の阪神地域（神戸と大阪の中間地）に位置しており、南部の市街地からは大阪・神戸の両都心へ電車（阪急・JR・阪神）の利用により15分程度、北部の名塩地区・生瀬地区からも電車（JR、または阪急宝塚駅（宝塚市））利用により30分程度に位置している。北部の山口地域の最寄り駅は神戸市の神戸電鉄岡場駅であり、鉄道空白地帯となっている。だが、大阪・神戸の両都心へは40分～50分程度と比較的利便性が良い。過去に阪急電鉄の延伸計画、JR宝塚線の移設計画があった。
市内は北部が一部平野・山地で南部が平野・一部山地に分かれている。北部は瀬戸内海国立公園六甲山地区の一部を含んでおり、南部は大阪湾に面し、3箇所の埋立地(西宮浜・甲子園浜・鳴尾浜)がある。
- 市域：東西約14.2 km、南北約19.2 km
- 市の位置
  - 東端：東経135度23分00秒、北緯34度43分22秒
  - 西端：東経135度13分50秒、北緯34度49分32秒
  - 南端：東経135度21分50秒、北緯34度41分22秒
  - 北端：東経135度17分40秒、北緯34度51分42秒
- 最高地：898.6m（鉢巻山山頂）、最低地：-0.6m

また、当市には隣接市との境界未定地が合計8か所存在する。これは日本の地方自治体では最多となっている。

### 気候
気候は北部と南部で異なり、南部は年間降水量1500mm、大阪湾に流れ込む暖流の影響でそれほど下がらずに年平均気温16度程度。市内全体では瀬戸内海式気候となっている。冬の積雪は、北部は冬型の気圧配置や南岸低気圧で年に数回、中部・南部は、南岸低気圧で数年に1回程度、北部の山間部では氷点下になることがある。夏は猛暑日や熱帯夜になる日もある。ちなみに、冬の雪は鹿児島や名古屋、東京などより断然少ない。

なお、奥畑には降水量のみを観測するアメダスが存在し、2006年から観測が行われている。アメダス観測で過去最も年降水量が多かったのは2018年の2047.0mm、最も少なかったのは2007年の1125mm。
| 西宮（2006年 - 2020年）の気候      | 西宮（2006年 - 2020年）の気候 | 西宮（2006年 - 2020年）の気候 | 西宮（2006年 - 2020年）の気候 | 西宮（2006年 - 2020年）の気候 | 西宮（2006年 - 2020年）の気候 | 西宮（2006年 - 2020年）の気候 | 西宮（2006年 - 2020年）の気候 | 西宮（2006年 - 2020年）の気候 | 西宮（2006年 - 2020年）の気候 | 西宮（2006年 - 2020年）の気候 | 西宮（2006年 - 2020年）の気候 | 西宮（2006年 - 2020年）の気候 | 西宮（2006年 - 2020年）の気候 |
| 月                                 | 1月                           | 2月                           | 3月                           | 4月                           | 5月                           | 6月                           | 7月                           | 8月                           | 9月                           | 10月                          | 11月                          | 12月                          | 年                            |
| ---------------------------------- | ----------------------------- | ----------------------------- | ----------------------------- | ----------------------------- | ----------------------------- | ----------------------------- | ----------------------------- | ----------------------------- | ----------------------------- | ----------------------------- | ----------------------------- | ----------------------------- | ----------------------------- |
| 降水量 mm （inch）                 | 46.9 (1.846)                  | 73.8 (2.906)                  | 115.0 (4.528)                 | 119.0 (4.685)                 | 154.5 (6.083)                 | 210.1 (8.272)                 | 241.5 (9.508)                 | 141.8 (5.583)                 | 186.3 (7.335)                 | 140.3 (5.524)                 | 65.7 (2.587)                  | 63.3 (2.492)                  | 1,554.2 (61.189)              |
| 平均降水日数 （≥1.0 mm）           | 5.1                           | 6.9                           | 8.7                           | 9.1                           | 8.8                           | 10.7                          | 11.4                          | 8.1                           | 10.2                          | 8.7                           | 5.6                           | 6.8                           | 99.3                          |
| 出典1：Japan Meteorological Agency |                               |                               |                               |                               |                               |                               |                               |                               |                               |                               |                               |                               |                               |
| 出典2：気象庁                      |                               |                               |                               |                               |                               |                               |                               |                               |                               |                               |                               |                               |                               |

### 河川
一級河川・準用河川はなし。二級河川が6水系17河川ある。
- 二級河川
  - 武庫川水系・武庫川：川幅が広く、市内流域の多くが他市との市境になっている。かつては、武庫川河口付近の東側に西宮市域（現在の尼崎市平左衛門町）、武庫川西岸に尼崎市域（現在の田近野町）が存在していた[14]。
  - 夙川水系・夙川：夙川公園を流れる自然豊かな川。平成15年度（2003年度）の水質改善率が全国2位である。
  - 新川水系
  - 東川水系
  - 洗戎川水系
  - 堀切川水系

### 山
- 後鉢巻山：標高898m。市内最高点
- 大平山：標高681m。
- 丸山：標高378m。
- 琴鳴山：標高376m。
- 甲山：標高309.4m。

### 隣接する自治体・行政区
大阪市への通勤率は23.9%、神戸市への通勤率は11.2%である（いずれも平成22年国勢調査）。
- 神戸市（北区）
- 尼崎市
- 伊丹市
- 宝塚市
- 芦屋市

## 歴史
弥生時代には遺跡、古墳時代には古墳が多く作られている。奈良時代以前に廣田神社、平安時代に淳和天皇の勅願寺として空海により鷲林寺が創建（833年）されたほか、神呪寺などの社寺が開かれる。特に廣田神社は伊勢神宮荒祭宮祭神を祀る県下第一の社格を持つ大社として厚い崇敬を集め、中世以降「西宮下向」と称し国家の神事を司った神祇官の歴代長官や貴族・五山の僧侶たちが度々参詣していたことに示されるように、西宮とは広田神社の別称であった。西宮神社の鳥居前に開けた西宮は14世紀には市場が設けられて商業の中心となり、西国街道と中国街道の交流地であることから宿場町としても栄えた。律令国では摂津国の範囲である。

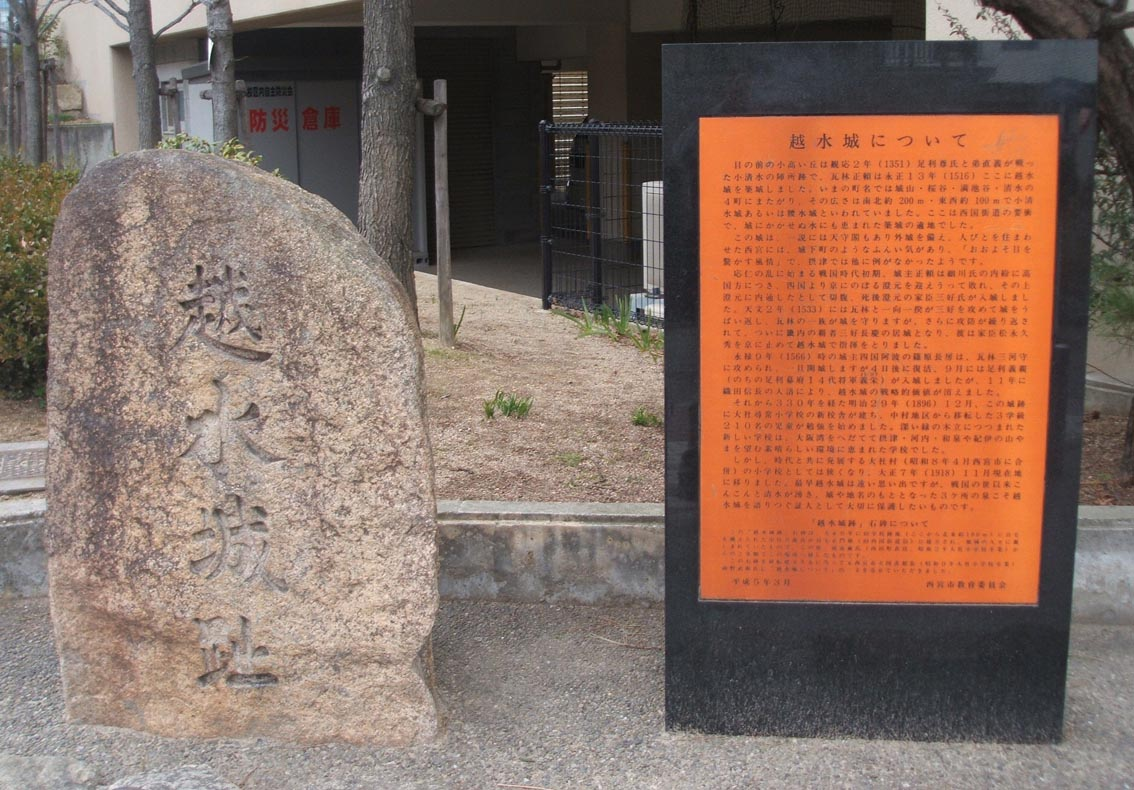
越水城

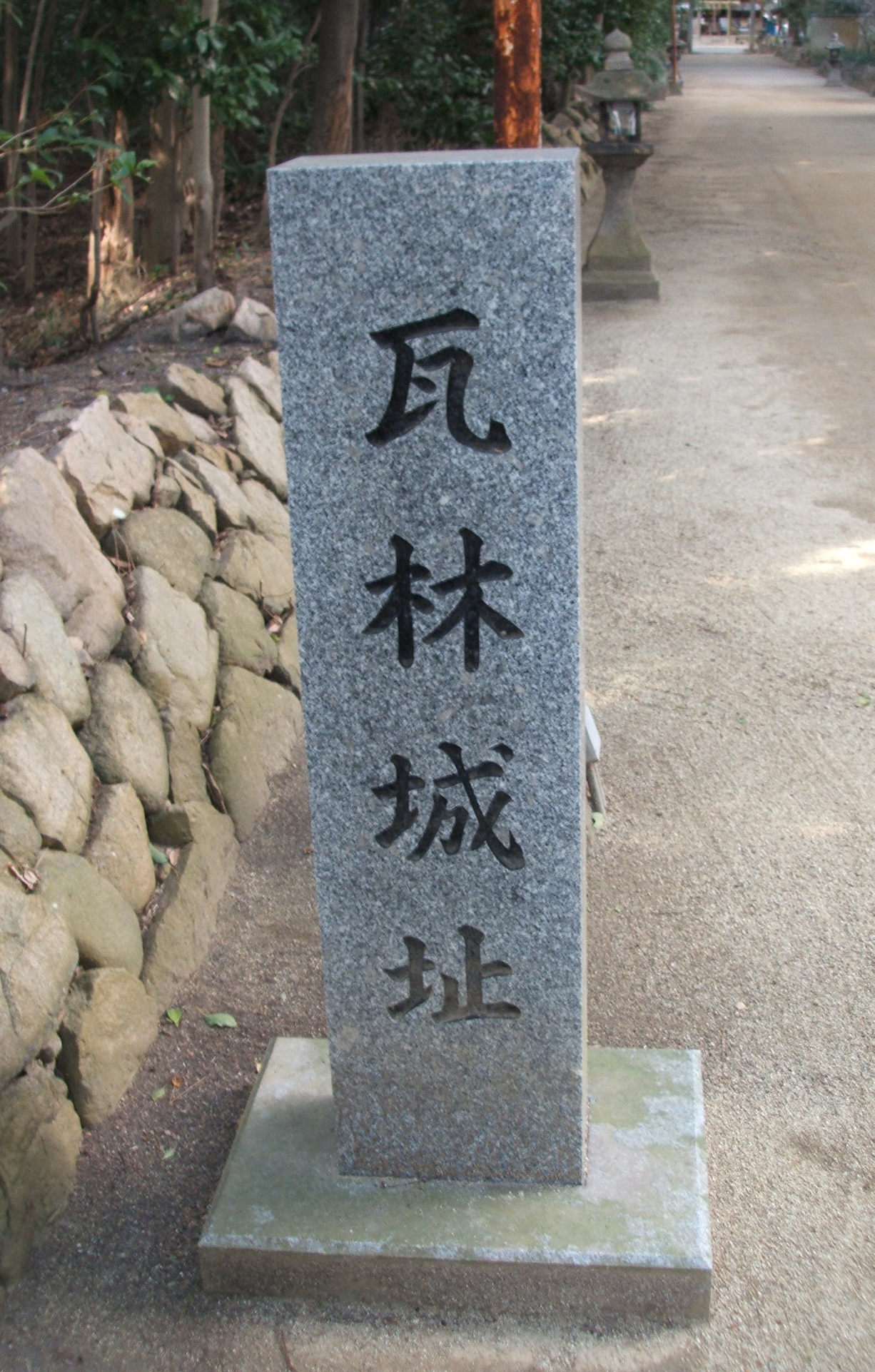
瓦林城

室町時代には西宮の名産である酒が知られ、都の人々に好まれていった。その後、酒作りは江戸時代に本格的に始まり、「宮水」の発見により、優れた酒を造れるようになった。工場制手工業が導入され、酒は西宮港から樽廻船を用いて江戸にも運ばれるようになった。近代になると、酒造会社が多く作られ、現在に至っている。
17世紀以降には新田開発がはじまり、水を引くための用水路を作るのに村の間で争いが起こる。また農業（米・菜種など）や漁業（鯛など）も発達していった。
その後近代になり、官営の大阪神戸間鉄道（現：JR西日本東海道本線・JR神戸線）、阪鶴鉄道（現：福知山線・JR宝塚線）、阪神電気鉄道（現：阪神本線など）、阪神急行電鉄（現：阪急神戸本線ほか）、阪神国道電軌（後の阪神国道線、1975年廃止）が開通した。
大阪と神戸のほぼ中間にあるため、大正期から住宅開発が行われ、阪神間モダニズム（1905年 - 1940年）と呼ばれるライフスタイルが生まれる。現在その中でも、「甲東園」・「甲子園」・「甲陽園」・「苦楽園」・「香櫨園」・「甲風園」・「昭和園」は総称して『西宮七園』と呼ばれ、いずれも高級住宅街として知られている。
「西宮」という名称の起こりについては諸説あるが、戎神を最初におまつりしていたと伝えられる鳴尾や古代の先進地域である津門から見て「西の方の宮」という説や平安京（京都）から見て貴族の崇敬篤き廣田神社を含む神社群を指して「西宮」と称していたが、戎神信仰の隆盛と共に戎社（西宮神社）を「西宮」と限定して呼ぶようになったという説などが有力。
その後、明治中期の町村制施行により一時は廣田神社が武庫郡大社村、戎社が西宮町に属するようになったが、大正期における西宮の単独市制施行の後、大社村は昭和期に同市へ編入され、現在に至っている。

### 沿革
明治以降の歴史
- 1874年（明治7年）5月11日 大阪－神戸間官営鉄道（後の東海道本線・JR神戸線）開業に伴い、西ノ宮駅（後の西宮駅）を設置（甲子園口駅は1934年、さくら夙川駅は2007年設置）。
- 1898年（明治31年）6月8日 阪鶴鉄道（後の福知山線・JR宝塚線）、宝塚駅－有馬口駅（後の生瀬駅）間開業。翌年、三田駅まで延伸。
- 1906年（明治39年）4月12日 阪神電気鉄道本線開業。武庫川駅、鳴尾駅（後の鳴尾・武庫川女子大前駅）、今津駅（後の久寿川駅）、西宮東口駅（後に廃止）、西宮駅、戎駅（後に廃止）を設置（香櫨園駅は1907年、甲子園駅は1924年、今津駅は1926年の開業）。
- 1920年（大正9年）7月16日 阪神急行電鉄（後の阪急電鉄）神戸線開業、西宮北口駅、夙川駅を設置。
- 1921年（大正10年）9月2日 阪神急行電鉄西宝線（後の阪急今津線）開業、門戸厄神駅を設置（甲東園駅は翌年開設）。
- 1924年（大正13年）10月1日 阪神急行電鉄甲陽線開業、甲陽園駅を設置（苦楽園口駅は翌年開設）。
- 1925年（大正14年）4月1日 市制施行して西宮市が発足[16][17]。
- 1925年（大正14年）8月1日 阪神電車甲子園大運動場（後の阪神甲子園球場）竣工[18]。
- 1926年（大正15年）4月 西宮市徽章制定[4]。
- 1926年（大正15年）7月1日 阪神甲子園線、甲子園駅－浜甲子園駅間開業。
- 1926年（大正15年）12月18日 阪神急行電鉄今津線、西宮北口駅－今津駅間開業。
- 1927年（昭和2年） 阪神国道（国道2号）開通。国道上では路面電車の阪神国道電軌（後の阪神国道線）が営業を開始し、今津線ではその交点に阪神国道駅を設ける。
- 1929年（昭和4年）7月 甲子園娯楽場を浜甲子園に開場。
- 1933年（昭和8年）4月 今津町・芝村・大社村を編入[4]。
- 1934年（昭和9年）9月21日 室戸台風による暴風雨により建石小学校、脇浜小学校が床上浸水。西宮回生病院の一部などが倒壊する被害。死者14人以上[19]。
- 1935年（昭和10年）7月5日 集中豪雨により市内1万6000戸が浸水。御手洗川の堤防2カ所が決壊[20]。
- 1937年（昭和12年）5月1日 阪急西宮球場（後の阪急西宮スタジアム）開設。
- 1941年（昭和16年）2月 甲東村を編入[4]。
- 1942年（昭和17年）5月 瓦木村を編入[4]。
- 1943年（昭和18年）11月21日 阪神武庫川線開業。
- 1945年（昭和20年）5月 - 8月 太平洋戦争中に5回にわたり空襲を受ける。
- 1945年（昭和20年）9月18日 枕崎台風接近に伴う高潮により浸水家屋約900戸（うち床上約500戸）などの被害[21]。
- 1950年（昭和25年）9月 甲子園阪神パーク開業。
- 1951年（昭和26年）4月 鳴尾村・山口村・塩瀬村を編入[4]。
- 1965年（昭和40年）8月 御前浜（香枦園浜）海水浴場、甲子園海水浴場が海洋汚染により閉鎖。
- 1969年（昭和44年）4月 西宮市平左衛門町と尼崎市西昆陽字田近野の両地区を交換[4]。
- 1970年（昭和45年）11月 市旗を制定する[22]。
- 1974年 - 1975年（昭和49年 - 50年） 国道線・甲子園線を段階廃止。
- 1975年（昭和50年）11月1日 中国ハイウェイバス（中国高速線）開業。国鉄バス（現西日本JRバス）・神姫バスとの共同運行。
- 1986年（昭和61年）北部、名塩地区の拠点となる西宮名塩駅開業。
- 1994年（平成6年）4月16日 フレンテ西宮開業。
- 1995年（平成7年）1月17日 阪神・淡路大震災発生。死者1,100人余り、倒壊家屋約36,000戸。
- 2000年（平成12年）4月 保健所設置市に移行（西宮市保健所開設）[4]。
- 2001年（平成13年）4月20日 アクタ西宮開業。
- 2002年（平成14年）12月31日 阪急西宮スタジアム閉鎖。
- 2003年（平成15年）3月31日 甲子園阪神パーク閉園。
- 2004年（平成16年）11月25日 ららぽーと甲子園開業。
- 2005年（平成17年）10月22日 兵庫県立芸術文化センター開館。
- 2008年（平成20年）4月1日 中核市に移行。
- 2008年（平成20年）11月26日 阪急西宮ガーデンズ開業。
- 2018年（平成30年）中枢中核都市に指定される。

### 行政区画の変遷
- 1889年（明治22年）4月1日 - 町村制の施行により、武庫郡西宮鞍掛町・西宮浜久保町・西宮社家町・西宮浜ノ町・西宮図子町・西宮釘貫町・西宮馬場町・西宮浜脇町・西宮浦ノ町・西宮久保町・西宮宮武町・西宮今在家町・西宮浜鞍掛町・西宮中ノ町・西宮石在町・西宮浜東ノ町一丁目・西宮浜東ノ町二丁目・西宮浜東ノ町三丁目・西宮東町・西宮与古道町・西宮浜石才町・西宮市庭町および芝村・中村・越水村・守具村・越木岩新田・津門村の各飛地の区域をもって西宮町が発足。
- 1925年（大正14年）4月1日 - 市制施行して西宮市が発足[16]。同時に市章を制定[23]。
- 1933年（昭和8年）4月1日 - 武庫郡今津町・芝村・大社村を編入。
- 1941年（昭和16年）2月11日 - 武庫郡甲東村を編入。
- 1942年（昭和17年）5月5日 - 武庫郡瓦木村を編入。
- 1951年（昭和26年）4月1日 - 武庫郡鳴尾村・有馬郡山口村・塩瀬村を編入。
- 1969年（昭和44年）4月1日 - 武庫川の対岸にあった平左衛門町を尼崎市へ編入。逆に尼崎市から西昆陽字田近野を編入し、田近野町とする[14]。

### 事件・事故
- 1973年（昭和48年） - 部落解放同盟が市の同和事業方針を問題として西宮市役所を占拠するという西宮事件が発生。
- 1974年（昭和49）3月 - 甲山事件が発生[24]。
- 1987年（昭和62年）5月 - 朝日新聞阪神支局に男が押し入り、散弾銃を発射、記者2人が殺傷される（赤報隊事件）[25]。

## 行政

### 行政機構
| - 市長 - 副市長（2名） - 政策局 - 政策総括室 - 情報政策部 - 市長室 - 総務局 - 総務総括室 - 人事部 - 財務部 - 税務部 - 施設部 - 市民局 - 市民総括室 - 市民部 - 人権推進部 - 産業文化局 - 産業文化総括室 - 文化まちづくり部 - 健康福祉局 - 福祉総括室 - 福祉部 - こども部 - 保健所 | - - 環境局 - 環境総括室 - 環境緑化部 - 環境事業部 - 環境施設部 - 都市局 - 都市総括室 - 都市計画部 - 建築・開発指導部 - 住宅部 - 土木局 - 土木総括室 - 道路部 - 下水道部 - 防災危機管理局 - 防災総括室 - 中央病院 - 管理部 - 病院改革担当部 - 会計室 - 消防局 - 総務部 - 警防部 - 西宮消防署 - 鳴尾消防署 - 瓦木消防署 - 北消防署 | - - 水道局 - 水道総括室 - 工務部 - 施設部 - 議会・各種行政委員会 - 監査委員 - 選挙管理委員会 - 公平委員会 - 農業委員会 - 議会事務局 - 教育委員会 - 教育総括室 - 施設部 - 社会教育部 - 学校教育部 - 総合教育センター |

### 行政区分・支所
西宮市には本庁をはじめとして6つの支所があり、業務を地域ごとに分担している。
- 本庁地区：27.97 km2
- 鳴尾地区：9.54 km2
- 瓦木地区： 5.44 km2
- 甲東地区： 8.88 km2
- 山口地区：23.79 km2
- 塩瀬地区：24.64 km2

### 財政
西宮市は阪神・淡路大震災後やバブル経済崩壊の影響により同じく深刻な被害を受けた神戸市、尼崎市、芦屋市などとともに財政は悪化し、財政を建て直すために2度の行財政改善実施計画を行い財政削減を行っており、平成17年度（2005年度）より平成20年度（2008年度）までの4ヵ年にかけて第3次行財政改善実施計画を行った。
第3次行財政改善実施計画としては、市長・議員などの特別職の報酬や職員の給料の減額、職員数の減員などを行い、また特別職・職員のその他の手当ても見直しが行われた。それ以外にも外郭団体、支所・サービスセンターの見直しのほか、地域情報誌、保育サービス、敬老事業、民間委託などについても見直しが行われた。その結果として約280億円の効果を得た。
- 平成18年度西宮市予算
  - 一般会計：1582億0843万8千円 （前年比3.2%増）
  - 特別会計：1106億8192万4千円 （前年比4.7%増）
  - 企業会計：215億9051万円 （前年比1.2%減）
  - 合計：2904億8087万2千円 （前年比3.4%増）
- 中核市問題
西宮市は中核市への移行（人口50万人に達していない都市は面積100km2以上）を目指していた。しかし、市の境界問題があり、国土地理院による西宮市の公表面積は境界問題が起こる以前の1987年に発表した98.52 km2が最後であり、市は埋立地面積を加えて100.18 km2を主張するが、国土地理院公表値でしか運用できないため移行が滞っていた。しかし、第28次地方制度調査会で「面積要件については廃止することが適当」とされ、2006年6月7日に地方自治体法の改正・施行により正式に中核市都市候補となった。2007年11月16日の閣議で中核市への移行が決定し、2008年4月1日に中核市となった。
- 情報化進展度
日経BP社が、アンケート調査を基に市区町村の情報化進展度を比較する「e-都市ランキング 2005」で西宮市が全国2091市区町村でトップとなった（『日経パソコン』2005年7月25日号で発表）。使いやすいウェブサイトや独自の被災者システム、ITによる災害対策など多くの分野において情報化を進めている事が評価されている。また「e-都市ランキング 2006」（『日経パソコン』2006年7月20日号で発表）においても全国1613市区町村のなかでもトップとなり2年連続首位となった。
情報セキュリティの認証基準である、ISMS（情報セキュリティマネジメントシステム）の認証、および英国規格のBS7799-2を2006年3月（国内の地方公共団体として6番目）に取得している。

### 歴代市長[27]
| 代 | 氏名       | 就任日（当選日）           | 退任日                     |
| -- | ---------- | -------------------------- | -------------------------- |
| 1  | 紅野太郎   | 1925年（大正14年）8月13日  | 1933年（昭和8年）8月12日   |
| 2  | 蔭山品次   | 1933年（昭和8年）12月21日  | 1938年（昭和13年）12月3日  |
| 3  | 松尾園治   | 1938年（昭和13年）12月4日  | 1942年（昭和17年）12月3日  |
| 4  | 中松亀太郎 | 1943年（昭和18年）1月11日  | 1946年（昭和21年）2月4日   |
| 5  | 辰馬夘一郎 | 1946年（昭和21年）3月2日   | 1959年（昭和34年）4月29日  |
| 6  | 田島淳太郎 | 1959年（昭和34年）4月30日  | 1963年（昭和38年）4月29日  |
| 7  | 辰馬龍雄   | 1963年（昭和38年）4月30日  | 1975年（昭和50年）4月29日  |
| 8  | 奥五一     | 1975年（昭和50年）4月30日  | 1980年（昭和55年）10月7日  |
| 9  | 八木米次   | 1980年（昭和55年）11月23日 | 1992年（平成4年）11月22日  |
| 10 | 馬場順三   | 1992年（平成4年）11月23日  | 2000年（平成12年）11月22日 |
| 11 | 山田知     | 2000年（平成12年）11月23日 | 2010年（平成22年）4月20日  |
| 12 | 河野昌弘   | 2010年（平成22年）5月16日  | 2014年（平成26年）5月15日  |
| 13 | 今村岳司   | 2014年（平成26年）5月16日  | 2018年（平成30年）2月20日  |
| 14 | 石井登志郎 | 2018年（平成30年）4月15日  |                            |

### 県の機関
- 阪神南県民センター西宮庁舎

### 国の機関
- 神戸地方法務局西宮支局
- 西宮区検察庁
- 国税庁大阪国税局西宮税務署
- 厚生労働省兵庫労働局
  - 西宮労働基準監督署
  - 西宮公共職業安定所（ハローワーク西宮）
- 国土交通省近畿地方整備局兵庫国道事務所西宮維持出張所
- 海上保安庁第五管区海上保安本部神戸海上保安部西宮海上保安署

### 裁判所
- 西宮簡易裁判所

## 議会

### 兵庫県議会
2023年兵庫県議会議員選挙
- 選挙区：西宮市選挙区
- 定数：7人
- 投票日：2023年4月9日
- 当日有権者数：391,624人
- 投票率：37.53％

| 候補者名   | 当落 | 年齢 | 党派名       | 新旧別 | 得票数   |
| ---------- | ---- | ---- | ------------ | ------ | -------- |
| 増山誠     | 当   | 44   | 日本維新の会 | 元     | 30,109票 |
| 大前春代   | 当   | 39   | 無所属       | 現     | 26,460票 |
| 竹尾智枝   | 当   | 59   | 公明党       | 現     | 19,470票 |
| 脇田周和   | 当   | 41   | 日本維新の会 | 新     | 16,736票 |
| 北川泰寿   | 当   | 53   | 自由民主党   | 現     | 15,889票 |
| 小西宏典   | 当   | 47   | 立憲民主党   | 新     | 14,109票 |
| 久保田健司 | 当   | 44   | 日本共産党   | 新     | 12,340票 |
| 中野郁吾   | 落   | 40   | 自由民主党   | 現     | 9,740票  |

2019年兵庫県議会議員選挙
- 選挙区：西宮市選挙区
- 定数：7人
- 投票日：2019年4月7日
- 当日有権者数：389,529人
- 投票率：37.50％

| 候補者名   | 当落 | 年齢 | 党派名       | 新旧別 | 得票数   |
| ---------- | ---- | ---- | ------------ | ------ | -------- |
| 竹尾智枝   | 当   | 55   | 公明党       | 新     | 20,845票 |
| 北川泰寿   | 当   | 49   | 自由民主党   | 現     | 18,300票 |
| 大前春代   | 当   | 35   | 無所属       | 現     | 16,723票 |
| 増山誠     | 当   | 40   | 日本維新の会 | 新     | 14,975票 |
| 礒見恵子   | 当   | 62   | 日本共産党   | 現     | 14,723票 |
| 栗山雅史   | 当   | 44   | 立憲民主党   | 現     | 14,168票 |
| 中野郁吾   | 当   | 36   | 日本維新の会 | 現     | 11,960票 |
| 畠中光成   | 落   | 46   | 無所属       | 新     | 11,620票 |
| 吉岡政和   | 落   | 44   | 無所属       | 元     | 10,585票 |
| 奥野尚美   | 落   | 53   | 無所属       | 新     | 6,748票  |
| 光田あまね | 落   | 41   | 無所属       | 新     | 3,425票  |

2015年兵庫県議会議員選挙
- 選挙区：西宮市選挙区
- 定数：7人
- 投票日：2015年4月12日
- 当日有権者数：376,129人[28]
- 投票率：35.91％

| 候補者名 | 当落 | 年齢 | 党派名               | 新旧別 | 得票数   |
| -------- | ---- | ---- | -------------------- | ------ | -------- |
| 野口裕   | 当   | 64   | 公明党               | 現     | 19,525票 |
| 中野郁吾 | 当   | 32   | 維新の党             | 現     | 18,959票 |
| 礒見恵子 | 当   | 58   | 日本共産党           | 現     | 15,404票 |
| 大前春代 | 当   | 31   | 無所属               | 元     | 14,987票 |
| 吉岡政和 | 当   | 40   | 自由民主党           | 現     | 14,484票 |
| 北川泰寿 | 当   | 45   | 自由民主党           | 現     | 13,515票 |
| 栗山雅史 | 当   | 40   | 無所属               | 現     | 11,504票 |
| 奥野尚美 | 落   | 49   | 民主党               | 新     | 9,646票  |
| 高橋倫恵 | 落   | 53   | 無所属チーム議会改革 | 新     | 8,463票  |
| 森池豊武 | 落   | 68   | 無所属チーム議会改革 | 新     | 6,627票  |

2015年兵庫県議会議員補欠選挙
- 選挙区：西宮市選挙区
- 定数：2人
- 投票日：2015年1月25日
- 当日有権者数：378,903人[29]
- 投票率：21.30％

| 候補者名 | 当落 | 年齢 | 党派名     | 新旧別 | 得票数   |
| -------- | ---- | ---- | ---------- | ------ | -------- |
| 吉岡政和 | 当   | 40   | 自由民主党 | 新     | 22,907票 |
| 中野郁吾 | 当   | 32   | 維新の党   | 新     | 19,146票 |
| 奥野尚美 | 落   | 49   | 民主党     | 新     | 15,436票 |
| 森池豊武 | 落   | 68   | 無所属     | 新     | 11,046票 |
| 酒井広徳 | 落   | 38   | 無所属     | 新     | 9,340票  |

2011年兵庫県議会議員選挙
- 選挙区：西宮市選挙区
- 定数：7人
- 投票日：2011年4月10日
- 当日有権者数：371,477人[30]
- 投票率：38.05％

| 候補者名     | 当落 | 年齢 | 党派名       | 新旧別 | 得票数   |
| ------------ | ---- | ---- | ------------ | ------ | -------- |
| 野口裕       | 当   | 60   | 公明党       | 現     | 21,207票 |
| 大前春代     | 当   | 27   | 無所属       | 現     | 20,109票 |
| 礒見恵子     | 当   | 54   | 日本共産党   | 元     | 16,652票 |
| 北川泰寿     | 当   | 41   | 自由民主党   | 現     | 16,601票 |
| 栗山雅史     | 当   | 36   | 民主党       | 新     | 13,445票 |
| 掛水須美枝   | 当   | 65   | 民主党       | 現     | 11,491票 |
| 野々村竜太郎 | 当   | 44   | 西宮維新の会 | 新     | 11,291票 |
| 筒井信雄     | 落   | 45   | 自由民主党   | 現     | 10,882票 |
| 田中章博     | 落   | 74   | 自由民主党   | 現     | 9,503票  |
| 岩崎龍夫     | 落   | 47   | 民主党       | 新     | 7,832票  |

2009年兵庫県議会議員補欠選挙
- 選挙区：西宮市選挙区
- 定数：1人
- 投票日：2009年7月5日
- 当日有権者数：369,545人[31]
- 投票率：32.45％

| 候補者名     | 当落 | 年齢 | 党派名     | 新旧別 | 得票数   |
| ------------ | ---- | ---- | ---------- | ------ | -------- |
| 大前春代     | 当   | 25   | 無所属     | 新     | 41,748票 |
| 礒見恵子     | 落   | 52   | 日本共産党 | 元     | 38,823票 |
| 野々村竜太郎 | 落   | 42   | 無所属     | 新     | 33,359票 |

### 衆議院
兵庫県第7区
- 選挙区：兵庫7区（西宮市（本庁管内・甲東・瓦木・鳴尾三支所管内）、芦屋市）
- 任期：2021年10月31日 - 2025年10月30日
- 当日有権者数：441,775人
- 投票率：58.38％

| 当落 | 候補者名 | 年齢 | 所属党派     | 新旧別 | 得票数   | 重複 |
| ---- | -------- | ---- | ------------ | ------ | -------- | ---- |
| 当   | 山田賢司 | 55   | 自由民主党   | 前     | 95,140票 | ○    |
| 比当 | 三木圭恵 | 55   | 日本維新の会 | 元     | 93,610票 | ○    |
|      | 安田真理 | 43   | 立憲民主党   | 新     | 64,817票 | ○    |

兵庫県第2区
- 選挙区：兵庫2区（神戸市（兵庫区・北区・長田区）、西宮市（山口・塩瀬地域））
- 任期：2021年10月31日 - 2025年10月30日
- 当日有権者数：385,611人
- 投票率：50.97％

| 当落 | 候補者名 | 年齢 | 所属党派   | 新旧別 | 得票数   | 重複 |
| ---- | -------- | ---- | ---------- | ------ | -------- | ---- |
| 当   | 赤羽一嘉 | 63   | 公明党     | 前     | 99,455票 |      |
|      | 舩川治郎 | 54   | 立憲民主党 | 新     | 61,884票 | ○    |
|      | 宮野鶴生 | 64   | 日本共産党 | 新     | 22,124票 |      |

## 都市宣言
- 安全都市宣言（1962年1月10日宣言）⇒2000年4月1日「市民生活の安全の推進に関する条例」へ
- 文教住宅都市宣言（1963年11月3日宣言）
  - 関西学院大学が位置する上ケ原地区が、1951年の東京都国立市に次いで日本で二番目（西日本初）に文教地区に指定される。指定された地区は風営法の対象となる飲食店や商業施設の立地や営業について規制を受ける。
- 平和非核都市宣言（1983年12月10日宣言）
- 環境学習都市宣言（2003年12月14日宣言）
  - 全国で初めての宣言。市民と行政が協力して自然を守り、良好な環境を次世代に引き継ぐことをうたっている[32]。にもかかわらず、全国で62ある中核市の中で唯一家庭ごみ回収のための市指定袋がないなど、ごみ問題への取り組みが遅れていることが問題視され、2022年4月にようやく市指定袋が導入されることとなった[32]。

## 産業・経済
- 産業別就業人口（2000年国勢調査）
  - 第一次産業：650人 (0.3%)
    - 農業：0.3%

  - 第二次産業：47,919人 (23.1%)
    - 建設業：8.0%
    - 製造業：15.1%

  - 第三次産業：154,073人 (74.3%)
    - 電気・ガス・熱供給・水道業：0.9%
    - 卸売・小売業・飲食店：7.0%
    - 金融・保険業：25.3%
    - 不動産業：4.8%
    - サービス業：30.9%
    - 公務：3.0%

### 農業
農業では市内は大部分が市街地に位置しており、農業を取り巻く環境が厳しく、年々減少傾向にある。しかし周辺に大消費地があり、農作物の中では野菜（軟弱野菜が中心となる）の生産高が9割以上を占めている。
- 農業産出額（2002年度）
  - 米：0.94億円
  - 野菜：10.51億円
  - 果実：0.18億円
  - その他：0.20億円
- 農産物作付けのべ面積（2002年度）
  - 稲：82ha
  - ねぎ：47ha（県内1位）
  - ほうれんそう：30ha
  - しゅんぎく：22ha
  - 合計：271ha

なお、耕地面積は163haである。

### 工業
工業では飲食料品（特に伝統産業の清酒）を中心に軽工業・重工業まで発達している。南部の臨海エリアを中心に阪神工業地帯の一角も担っている。なお、製造品出荷額等は県下8位（2001年）である。また、北部の山口地域には、阪神流通センターが形成されている。

### 名産品
- 清酒 灘五郷のうちの西宮郷、今津郷を発祥とし、阪神本線の沿線を中心として複数の清酒メーカーが本社や工場を置いている。

清酒に使われる水は「宮水」といって、六甲山地より来る伏流水であり、清酒作りに特に適しているため浅井戸から汲み上げられ使用されている。ただし、市内で採れる井戸水全てが宮水なのではなく、宮水が採れるのは市内南部エリア（特に国道43号線以南）のごく一部のみである。かつて、国道43号線、阪神高速の建設計画が明らかになったとき、近隣の酒造メーカーから猛反発を受けた。そのため水脈に当たる部分のスパンを長くするという設計に変更されたが、これにより強度のある構造物を作る必要に迫られ、実際に阪神大震災においてもその区間は倒壊を免れている。
なお、宮水は環境省によって名水百選に選ばれている。
- 名塩和紙（重要無形文化財・兵庫県伝統的工芸品 名塩地区）
- 竹細工（兵庫県伝統的工芸品 山口地域）
- 和ろうそく（兵庫県伝統的工芸品）

### 市内の主な企業
本社がある企業（太字は上場企業）
食品系
- イカリソース株式会社（登記上の本店・工場）※本社は大阪市福島区。ブルドックソース（本社は東京都中央区）の子会社
- 伊藤ハム株式会社（本社・工場、登記上の本店は神戸市灘区） ※元上場企業、現在は持株会社である伊藤ハム米久ホールディングス（本社は東京都目黒区）が上場
- エコートレーディング株式会社（本社）
- エスフーズ株式会社（本社）
- トマトアンドアソシエイツ（本社）
- 大関株式会社（本社・支社）※日本酒「大関」醸造元
- 加藤産業株式会社（本社）
- 株式会社シュゼット（アンリ・シャルパンティエブランド。本社）
- 辰馬本家酒造株式会社（本社・工場）※日本酒「白鹿」醸造元
- 日本盛株式会社（本社・支店）
- 白鷹株式会社（本社）

非食品系
- 株式会社アップ（本社）※元上場企業
- 株式会社新井組（本社） ※元上場企業
- 極東開発工業株式会社（本社）
- JFEアドバンテック株式会社（本社・工場）
- 株式会社指月電機製作所（本社）
- 日本管財ホールディングス株式会社（本店）
- 株式会社浜学園（本社）
- 株式会社阪神タイガース（本社）
- 阪神タクシー株式会社（本社）
- 古野電気株式会社（本社）

事業所・工場がある企業
- JFEスチール(東日本製鉄所・西宮工場)
- 株式会社神明ホールディングス（西宮浜工場・西宮サイロ、阪神工場）
- ニッカウヰスキー株式会社（西宮工場）
- 株式会社すかいらーく（西宮マーチャンダイジングセンター）
- 日本山村硝子株式会社（鳴尾浜プラント、かつては本社も所在）
- 神戸新聞社阪神総局
- 朝日新聞社阪神支局（2006年3月に建替完了）
- 毎日新聞社阪神支局
- 産業経済新聞社阪神支局
- 読売新聞大阪本社阪神支局
- エン株式会社 - 本部
- 朝日新聞阪神工場（2006年に完成）
- 神戸新聞総合印刷（阪神印刷センター、神戸新聞・デイリースポーツ・日本経済新聞を印刷）
- フジッコ株式会社（西宮営業所・物流センター・工場、かつては本社も所在）

### 金融
- 三井住友銀行（指定金融機関）

### かつて存在した企業
- 多聞
- 多聞酒造
- 西宮開運
- 西宮銀行
- 西宮貯金銀行
- 西宮米穀商会
- 西宮肥料米穀
- 八馬汽船

## 地域

### 人口
2010年国勢調査より前回調査からの人口増減をみると、3.75％増の482,790人であり、増減率は県下41市町村中2位、49行政区域中4位。
ただ、推計人口ベースでは2016年12月をピークに減少に転じている。
| |                                        |  |
| 西宮市と全国の年齢別人口分布（2005年） | 西宮市の年齢・男女別人口分布（2005年） |  |
| ■紫色 ― 西宮市 ■緑色 ― 日本全国 | ■青色 ― 男性 ■赤色 ― 女性              |  |
| 西宮市（に相当する地域）の人口の推移 \| 1970年（昭和45年） \| 377,043人 \| \| \| 1975年（昭和50年） \| 400,622人 \| \| \| 1980年（昭和55年） \| 410,329人 \| \| \| 1985年（昭和60年） \| 421,267人 \| \| \| 1990年（平成2年） \| 426,909人 \| \| \| 1995年（平成7年） \| 390,389人 \| \| \| 2000年（平成12年） \| 438,105人 \| \| \| 2005年（平成17年） \| 465,337人 \| \| \| 2010年（平成22年） \| 482,640人 \| \| \| 2015年（平成27年） \| 487,850人 \| \| \| 2020年（令和2年） \| 485,587人 \| \| |                                        |  |
| 総務省統計局 国勢調査より |                                        |  |
| 1970年（昭和45年） | 377,043人                              |  |
| 1975年（昭和50年） | 400,622人                              |  |
| 1980年（昭和55年） | 410,329人                              |  |
| 1985年（昭和60年） | 421,267人                              |  |
| 1990年（平成2年） | 426,909人                              |  |
| 1995年（平成7年） | 390,389人                              |  |
| 2000年（平成12年） | 438,105人                              |  |
| 2005年（平成17年） | 465,337人                              |  |
| 2010年（平成22年） | 482,640人                              |  |
| 2015年（平成27年） | 487,850人                              |  |
| 2020年（令和2年） | 485,587人                              |  |

### 健康
- 平均年齢：40.36歳

### コミュニティメディア
- コミュニティ放送
  - さくらFM (78.7 MHz)
- コミュニティ情報誌
  - 「宮っ子」：市民の地域情報誌として地元市民によって隔月（2005年末までは毎月）発行されている。全市版と市内25地域の地域版がある。1979年10月以来25年にわたり発行されており、発行部数は年間108万部（西宮市HPデータ）。
- ポータルサイト
  - 地域情報サイト 西宮流 2006年8月　西宮市産業振興課（当時）による「西宮市地域ポータルサイト構築事業者募集」で、プロポーザル方式により採択された3社で運営。西宮市地域ポータルサイト運営委員会で協議しながら構築・運営を行っていた。 2011年に5年目を迎え全面リニューアル。URLも「.com」から「.jp」に変更になった。 運営委員会は解散され、現在は任意団体・西宮流(にしのみやスタイル)として自主運営をしている。
  - ミヤママスタイル 2007年から西宮市内のイベントやお店などの子育て関連情報をインターネット上で発信している。  運営は任意団体・西宮流(にしのみやスタイル)。
  - 西宮経済新聞 西宮圏の主にビジネス＆カルチャーニュースを扱うインターネットの情報配信サービス。2013年10月開設。
  - 西宮つーしん 西宮市の開店・閉店情報、グルメや地元の話題などの多岐に渡る情報をインターネット上で発信しているサイト。運営は有限会社リライアンス。2018年12月開設。

### 主な病院
- 西宮市立中央病院
- 兵庫県立西宮病院
- 兵庫医科大学病院
- 医療法人 明和病院

### 商業施設
- 大規模商業施設

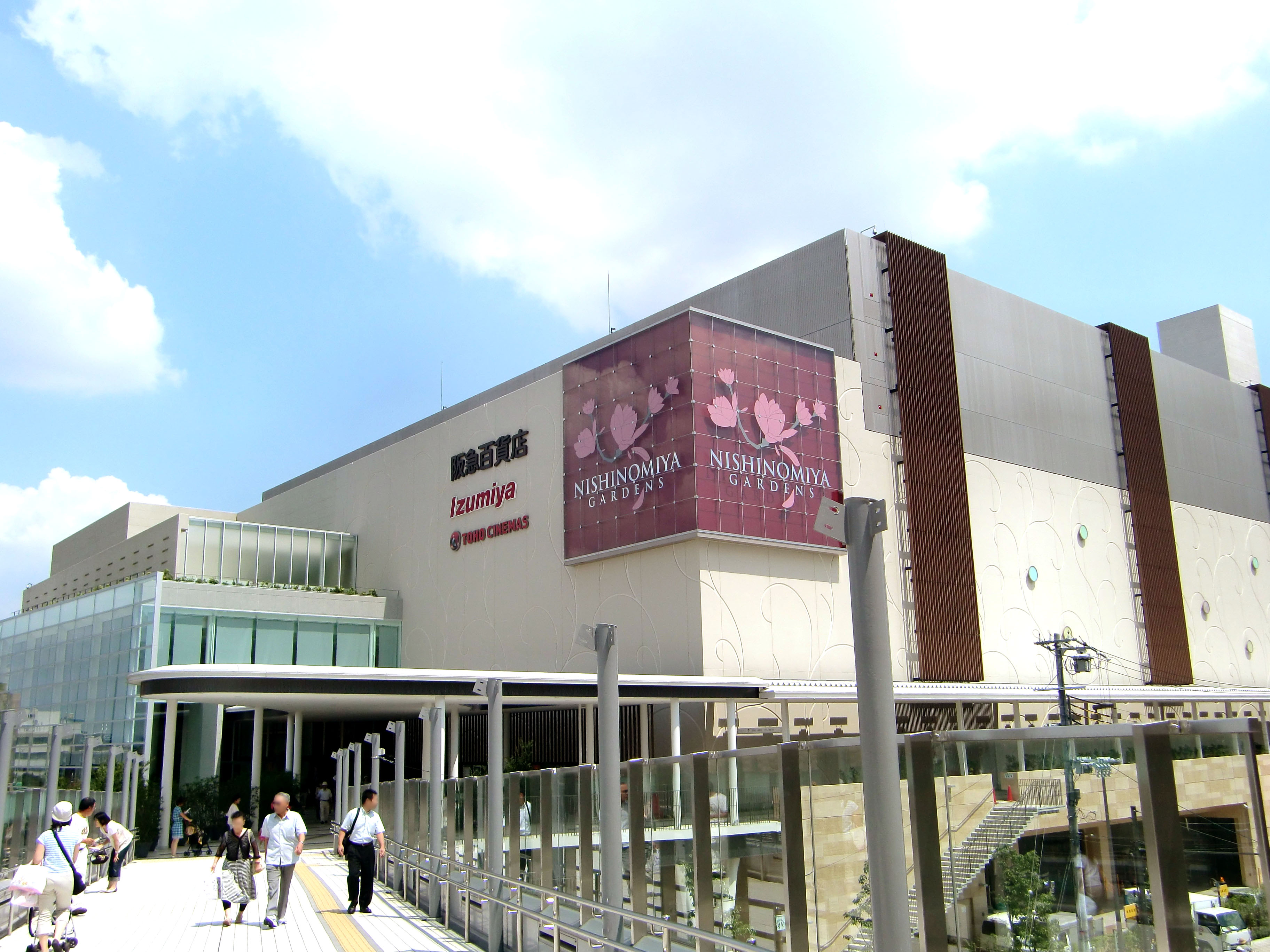
阪急西宮ガーデンズ

  - 阪急西宮ガーデンズ（阪急百貨店西宮店、阪急電鉄西宮北口駅駅前）
  - フレンテ西宮（JR西日本西宮駅駅前）
  - アクタ西宮（阪急西宮北口駅駅前）
  - エビスタ西宮（阪神百貨店西宮店、阪神西宮駅高架下）
  - ららぽーと甲子園（阪神甲子園駅徒歩5分）
  - Corowa甲子園（阪神甲子園駅駅前）
  - 夙川グリーンタウン（阪急夙川駅駅前）
- 中規模商業施設
  - イオン西宮店（初代・旧 ダイエー西宮店・林田町）
  - ダイエー西宮店（2代目・旧 マルナカ西宮店・浜松原町）
  - 夙川グリーンプレイス（みなと観光バス大谷町バス停 徒歩1分）
  - 甲子園口グリーンプレイス（阪急武庫川新駅徒歩6分）
  - エキーマ今津（阪神・阪急今津駅徒歩1分）
  - ムコダンモール（阪神武庫川団地前駅 徒歩3分）
  - ハローズ西宮山口モール（阪急丸山下バス停 徒歩4分）
  - エコール・なじお（JR西宮名塩駅駅前）

### 教育

#### 学校教育
- 西宮市では毎年分譲・賃貸問わずマンション供給が大量に行われており、人口の増加とともに児童数も急増し、一部の小学校では教室不足となっていることが問題化している。このため、当面教室不足が解消できそうにない地区や教室不足が見込まれる地区においては「受入困難地区」などが指定されており、その指定地区内における住宅開発には厳しい規制がかけられている[36]。
- かつては高等学校の普通科に限り「総合選抜」と呼ばれる入試方式を採用していた。これは、生徒の居住地区により進学先高校が指定されているもので、公立小中学校の学区制度と同一である。そのため、総合選抜を実施していた当時は小学校から高等学校まで同級生という生徒が少なくなかった。また、高校進学で不合格になることは滅多になかったため、西宮市内での公立高校間のレベルの差はほとんどないはずだが、地域の所得差からくる教育熱の違いや、各中学校において学年での成績上位10%は学校選択が可能であったことで、他校区からも志望の集まった学校と、そうでなかった学校があったのが実情である。のち総合選抜は廃止され、2009年より現在の複数志願選抜が採用されている。
- 大学、短大が多く、単位互換制度を設け、アクタ西宮に「西宮市大学交流センター」を設置、合同講義を行っている。
- 朝来市に、1989年に建設された教育施設「西宮市立山東自然の家」があり、ここで市内の各小学校ごとに5年生を対象とした「自然学校」で使用している（当施設は学校利用が優先だが、一般の利用も可能）。なお、それ以前は、旧氷上郡市島町（現丹波市）にあった旧市島町立竹山中学校の土地と木造校舎など施設をそのまま買い取り、1971年6月より1988年6月まで転地学習施設「西宮市立市島学園」として使用していた[* 2]。

##### 小学校
- 市立小学校40校、私立小学校2校：小学校一覧
- 市立小学校

- 西宮市立今津小学校
- 西宮市立上ケ原小学校
- 西宮市立上ケ原南小学校
- 西宮市立上甲子園小学校
- 西宮市立瓦木小学校
- 西宮市立瓦林小学校
- 西宮市立神原小学校
- 西宮市立北夙川小学校
- 西宮市立北六甲台小学校
- 西宮市立苦楽園小学校

- 西宮市立甲子園浜小学校
- 西宮市立甲東小学校
- 西宮市立甲陽園小学校
- 西宮市立香櫨園小学校
- 西宮市立小松小学校
- 西宮市立夙川小学校
- 西宮市立大社小学校
- 西宮市立高木小学校
- 西宮市立高木北小学校
- 西宮市立高須小学校

- 西宮市立高須西小学校
- 西宮市立段上小学校
- 西宮市立段上西小学校
- 西宮市立津門小学校
- 西宮市立名塩小学校
- 西宮市立生瀬小学校
- 西宮市立鳴尾小学校
- 西宮市立鳴尾北小学校
- 西宮市立鳴尾東小学校
- 西宮市立浜脇小学校

- 西宮市立春風小学校
- 西宮市立東山台小学校
- 西宮市立樋ノ口小学校
- 西宮市立平木小学校
- 西宮市立広田小学校
- 西宮市立深津小学校
- 西宮市立南甲子園小学校
- 西宮市立安井小学校
- 西宮市立山口小学校
- 西宮市立用海小学校

- 私立小学校
  - 甲子園学院小学校
  - 仁川学院小学校

##### 中学校
- 市立中学校19校、私立中学校7校：中学校一覧
- 市立中学校

- 西宮市立浜脇中学校
- 西宮市立大社中学校
- 西宮市立苦楽園中学校
- 西宮市立上ケ原中学校
- 西宮市立甲陵中学校

- 西宮市立平木中学校
- 西宮市立甲武中学校
- 西宮市立瓦木中学校
- 西宮市立深津中学校
- 西宮市立上甲子園中学校

- 西宮市立今津中学校
- 西宮市立真砂中学校
- 西宮市立鳴尾中学校
- 西宮市立浜甲子園中学校
- 西宮市立鳴尾南中学校

- 西宮市立高須中学校
- 西宮市立学文中学校
- 西宮市立山口中学校
- 西宮市立塩瀬中学校

- 私立中学校
  - 関西学院中学部
  - 甲子園学院中学校
  - 神戸女学院中学部
  - 甲陽学院中学校
  - 仁川学院中学校
  - 報徳学園中学校
  - 武庫川女子大附属中学校

神戸市内に通学することとなる公立小中学校区：校区一覧

##### 義務教育学校
- 市立義務教育学校1校
- 市立義務教育学校
- 西宮市立総合教育センター付属西宮浜義務教育学校

##### 高等学校
- 公立高校
  - 西宮市立西宮高等学校
  - 西宮市立西宮東高等学校
  - 兵庫県立鳴尾高等学校
  - 兵庫県立西宮高等学校
  - 兵庫県立西宮今津高等学校
  - 兵庫県立西宮苦楽園高等学校
  - 兵庫県立西宮香風高等学校（三部制単位制、旧西宮市立西宮西高等学校等が統廃合され成立）
  - 兵庫県立西宮南高等学校
- 私立高校
  - 関西学院高等部
  - 甲子園学院高等学校
  - 神戸女学院高等学部
  - 甲陽学院高等学校
  - 仁川学院高等学校
  - 報徳学園高等学校
  - 武庫川女子大学附属高等学校

##### 高等専修学校
- 学校法人大前学園・西宮甲英高等学院

##### 大学・短期大学
- 私立大学・短大
  - 大手前大学
  - 関西学院大学
  - 関西学院短期大学
  - 甲子園短期大学
  - 甲南大学（甲南CUBE西宮）
  - 神戸女学院大学
  - 兵庫医科大学
  - 武庫川女子大学・武庫川女子大学短期大学部

##### 特別支援学校
- 西宮市立西宮支援学校 - 肢体不自由児・生徒対象
- 兵庫県立阪神特別支援学校 - 知的障害児・生徒対象
- 兵庫県立むこがわ特別支援学校 - 知的障害児・生徒対象
- 兵庫県立こばと聴覚特別支援学校 - 聴覚障害児・生徒対象

知的障害児・生徒の通学区域は、塩瀬中校区は兵庫県立こやの里特別支援学校（伊丹市）、山口中校区は兵庫県立上野ケ原特別支援学校（三田市）、西宮浜校区・浜脇中校区・苦楽園中校区・今津中校区・夙川小校区及び真砂中校区のうち南甲子園小校区を除く区域は兵庫県立芦屋特別支援学校（芦屋市）、ななくさ学園入所者は阪神特別支援学校、その他の区域はむこがわ特別支援学校が指定されている。
過去
- 尼崎市立尼崎養護学校 - 開校後の境界変更で尼崎市から当市に編入された田近野町[14] に所在していた。2019年1月に尼崎市内へ移転し[38]、「尼崎市立あまよう特別支援学校」に改称した[39]。その跡地に2022年（令和4年）に開校したのが現在のむこがわ特別支援学校である。

#### 社会教育

##### 劇団
- Youth Theatre Japan (YTJ)（モンテッソーリの考え方を取り入れた劇団）
- 日本ミュージカル研究会・劇団JMA
- 劇団 四次元STAGE
- どんぐりコールミュージカルスクール

##### 博物館・美術館
- 西宮市教育文化センター
  - 西宮市立郷土資料館
  - 西宮市平和資料館
- 北山緑化植物園
- 白鹿記念酒造博物館（酒ミュージアム）
- 白鷹禄水苑 - 白鷹集古館
- 日本盛酒蔵通り煉瓦館
- 西宮市大谷記念美術館
- 黒川古文化研究所
- 頴川美術館
- 辰馬考古資料館
- 堀江オルゴール博物館
- 仁川百合野町地すべり資料館
- 西宮市貝類館
- 菊池貝類館(事実上、閉業している)
- キッザニア甲子園
- 名塩和紙学習館

##### 図書館
- 中央図書館（教育文化センター内）
- 北口図書館
- 鳴尾図書館
- 北部図書館
- 越木岩・段上・上ケ原・高須・甲東園・若竹・山口分室

##### 公民館
市内に下記の24ヵ所あり。
- 中央・鳴尾・鳴尾東・南甲子園・上甲子園・高須・今津・西宮浜・大社・甲東・春風・夙川・浜脇・用海・学文・若竹・瓦木・段上・神原・越木岩・高木・上ケ原・塩瀬・山口

##### 主なホール
- 兵庫県立芸術文化センター
- 西宮市民会館・アミティホール
- 勤労会館
- プレラホール
- フレンテホール
- 甲東ホール
- 西宮東高校ホール（なるお文化ホール）
- 山口ホール

##### 主なスポーツ施設
- 阪神甲子園球場
- 阪神鳴尾浜球場
- 兵庫県立総合体育館
- 西宮市立中央運動公園
- ひょうご西宮アイスアリーナ
- リゾ鳴尾浜
- 浜甲子園運動公園スポーツ施設（旧厚生年金スポーツセンター）
- よみうりカントリークラブ

### 住宅団地
- 都市再生機構浜甲子園団地
- 都市再生機構武庫川団地
- 都市再生機構今津浜パークタウン
- 都市再生機構東山台ハイツ
- 都市再生機構シティハイツ西宮北口
- 都市再生機構ルネシティ西宮津門
- 都市再生機構西宮マリナパークシティ丘のある街
- 都市再生機構ルネシティ西宮高畑町
- 都市再生機構ルゼフィール南甲子園
- 都市再生機構ルゼフィール武庫川第2五番街
- 都市再生機構ルゼフィール西宮丸橋町
- 都市再生機構グリーンヒルズ東山台
- 都市再生機構サンラフレ鳴尾北（鳴尾第2団地を建て替えた住宅団地）
- 都市再生機構浜甲子園さくら街（浜甲子園団地の一部を建て替えた住宅団地）
- 都市再生機構浜甲子園なぎさ街（同上）
- 県営上甲子園住宅
- 県営仁川住宅
- 県営西宮段上住宅
- 県営西宮笠屋住宅
- 県営西宮南甲子園住宅
- 県営西宮巽住宅
- 県営西宮真砂住宅
- 県営西宮高須住宅
- 県営西宮西宮北口住宅
- 県営西宮西宮浜住宅
- 兵庫県住宅供給公社アメニティコート西宮北口
- 兵庫県住宅供給公社アメニティコート甲子園
- 兵庫県住宅供給公社アメニティコート西宮いしざい
- 武庫川第2住宅
- 上田東町住宅
- 西宮マリナパークシティ桜の街
- 西宮マリナパークシティ杜の街
- 西宮マリナパークシティ海の街
- 西宮マリナパークシティ港の街
- 西宮マリナパークシティ花の街

かつて存在した住宅団地
- 都市基盤整備公団鳴尾第2団地（建て替えられて「サンラフレ鳴尾北」となった）
- 都市再生機構常盤町市街地住宅（老朽化により解体し、現在建て替え工事中）

## 町名
西宮市では、一部の地域で住居表示に関する法律に基づく住居表示が実施されている。
| 町名         | 町名読み               | 住居表示実施年月日 | 住居表示実施直前町名 | 備考 |
| ------------ | ---------------------- | ------------------ | -------------------- | ---- |
| 青葉台一丁目 | あおばだい             |                    |                      |      |
| 青葉台二丁目 | あおばだい             |                    |                      |      |
| 相生町       | あいおいちょう         |                    |                      |      |
| 青木町       | あおきちょう           |                    |                      |      |
| 上鳴尾町     | あげなるおちょう       |                    |                      |      |
| 朝凪町       | あさなぎちょう         |                    |                      |      |
| 芦原町       | あしはらちょう         |                    |                      |      |
| 愛宕山       | あたごやま             |                    |                      |      |
| 荒戎町       | あらえびすちょう       |                    |                      |      |
| 荒木町       | あらきちょう           |                    |                      |      |
| 池田町       | いけだちょう           |                    |                      |      |
| 池開町       | いけびらきちょう       |                    |                      |      |
| 石在町       | いしざいちょう         |                    |                      |      |
| 石刎町       | いしばねちょう         |                    |                      |      |
| 泉町         | いずみちょう           |                    |                      |      |
| 一ケ谷町     | いちがやちょう         |                    |                      |      |
| 市庭町       | いちにわちょう         |                    |                      |      |
| 一里山町     | いちりやまちょう       |                    |                      |      |
| 今在家町     | いまざいけちょう       |                    |                      |      |
| 今津曙町     | いまづあけぼのちょう   |                    |                      |      |
| 今津上野町   | いまづうえのちょう     |                    |                      |      |
| 今津大東町   | いまづおおひがしちょう |                    |                      |      |
| 今津久寿川町 | いまづくすがわちょう   |                    |                      |      |
| 今津社前町   | いまづしゃぜんちょう   |                    |                      |      |

## 姉妹都市･提携都市

### 国内
- 鹿児島県奄美市 （1981年10月31日 友好都市提携）※旧・名瀬市との提携を継続
- 高知県高岡郡檮原町 （1991年3月24日 友好交流提携）

### 海外
- アメリカ合衆国ワシントン州スポケーン市（1961年9月姉妹都市提携）
- ブラジル連邦共和国パラナ州ロンドリーナ市（1977年5月友好協力都市提携）
- 中華人民共和国浙江省紹興市（1985年7月友好都市提携）
- フランス共和国アキテーヌ地域圏ロット＝エ＝ガロンヌ県及びアジャン市（1992年4月友好都市提携）

### 災害時相互応援協定締結都市
- 栃木県小山市
- 静岡県富士宮市
- 富山県南砺市
- 福井県あわら市

### NATS（ナッツ）
隣接する4つの中核市が連携し府県の枠組みを超えた連携を目指している。
- 西宮市（兵庫県）（Nishinomiya）
- 尼崎市（兵庫県）（Amagasaki）
- 豊中市（大阪府）（Toyonaka）
- 吹田市（大阪府）（Suita）

## 交通
多くの鉄道・バス・道路網・港湾が整備されており、近郊には空港も設置されている。

### 鉄道
下記の3社7路線 の鉄道網が市内に敷設されている。阪急西宮北口駅が中心駅として機能している。阪急電鉄は西宮北口駅を中心に十字に路線網が展開しており、阪神間の交通拠点となっている。
西日本旅客鉄道（JR西日本）
- 東海道本線（JR神戸線）
  - 甲子園口駅 - 西宮駅 - さくら夙川駅
- 福知山線（JR宝塚線）
  - 生瀬駅 - 西宮名塩駅

阪急電鉄（阪急）
- 神戸本線
  - 西宮北口駅 - 夙川駅
- 今津線
  - 甲東園駅 - 門戸厄神駅 - 西宮北口駅 - 阪神国道駅 - 今津駅
- 甲陽線（全線市内）
  - 夙川駅 - 苦楽園口駅 - 甲陽園駅

阪神電気鉄道（阪神）
- 本線
  - 武庫川駅 -（武庫川信号場） - 鳴尾・武庫川女子大前駅 - 甲子園駅 - 久寿川駅 - 今津駅 - 西宮駅 - 香櫨園駅 - （堀切信号場）
- 武庫川線（全線市内）
  - 武庫川駅 - 東鳴尾駅 - 洲先駅 - 武庫川団地前駅

また山陽新幹線が市内を通過するが、駅はない。

### バス路線

#### 高速バス・空港連絡バス
大阪国際空港・関西国際空港発着の空港連絡バスは南部に、その他の高速バスは北部に停車する。西宮北インターへは西宮市南北バス「さくらやまなみバス」で、南部地域からもアクセスが可能となった。
西宮市内で高速バスを利用できる停留所と路線一覧
- ▲…上りは乗車のみ、下りは降車のみの扱い
- ▼…下りは乗車のみ、上りは降車のみの扱い
- ◆…双方向乗降可能
- - …通過
- = …経路外

| 種別              | 路線                     | 始発                 | 阪急 西宮北口駅 | 阪神 甲子園駅 | 阪神 西宮駅 | JR 西宮駅 | 西宮北 インター | 行先                     | 運行会社                                         |
| ----------------- | ------------------------ | -------------------- | --------------- | ------------- | ----------- | --------- | --------------- | ------------------------ | ------------------------------------------------ |
| 空港連絡          | 大阪空港 - 阪急西宮北口  | 大阪国際空港         | ▲               | ▲             | =           | =         | =               | 阪急西宮北口駅           | 大阪空港交通・阪神バス                           |
| 空港連絡          | 関西空港 - 阪急西宮北口  | 関西国際空港         | ▲               | =             | ▲           | ▲         | =               | 阪急西宮北口駅           | 関西空港交通・阪神バス 大阪空港交通              |
| 昼行高速          | 大阪 - 新見・三次線      | 阪急梅田・新大阪駅   | =               | =             | =           | =         | ▼               | 中国新見・三次           | 阪急バス・備北バス 中国バス                      |
| 夜行高速          | オレンジライナーえひめ号 | 阪急梅田             | =               | =             | =           | =         | ▼               | 松山市駅・八幡浜         | 阪急バス・伊予鉄バス                             |
| 夜行高速          | よさこい号               | 阪急梅田             | =               | =             | =           | =         | ▼               | 高知駅・高知営業所       | 阪急バス・とさでん交通                           |
| 昼行高速          | 大阪 - 天橋立・宮津線    | 阪急梅田             | =               | =             | =           | =         | ▼               | 天橋立駅・宮津駅         | 阪急バス・丹後海陸交通                           |
| 昼行高速          | 大阪 - 舞鶴線            | 阪急梅田             | =               | =             | =           | =         | ▼               | 東舞鶴駅・舞鶴営業所     | 阪急バス・京都交通                               |
| 昼行高速 夜行高速 | くにびき号               | 阪急梅田             | =               | =             | =           | =         | ▼               | 松江駅・出雲市駅         | 阪急バス・一畑バス JRバス中国                    |
| 昼行高速          | 山陰特急バス             | 新大阪駅             | =               | =             | =           | =         | ▼               | 倉吉                     | 日本交通大阪本社 日交シティバス 日本交通鳥取本社 |
| 昼行高速          | 山陰特急バス             | なんば               | =               | =             | =           | =         | ▼               | 鳥取・倉吉・米子         | 日本交通大阪本社 日交シティバス 日本交通鳥取本社 |
| 昼行特急          | 特急バス                 | 阪急梅田             | =               | =             | =           | =         | ▼               | 城崎温泉                 | 全但バス                                         |
| 昼行特急          | 特急バス                 | 阪急梅田             | =               | =             | =           | =         | ▼               | 湯村温泉・浜坂           | 全但バス・阪急観光バス                           |
| 昼行急行          | 中国ハイウェイバス社線   | 大阪駅               | =               | =             | =           | =         | ◆               | 社(車庫前)               | 神姫バス・西日本JRバス                           |
| 昼行急行          | 中国ハイウェイバス西脇線 | 大阪駅・新大阪駅 USJ | =               | =             | =           | =         | ◆               | 西脇市役所（西脇営業所） | 神姫バス・西日本JRバス                           |
| 昼行急行          | 中国ハイウェイバス津山線 | USJ・大阪駅          | =               | =             | =           | =         | ◆               | 津山駅                   | 神姫バス・西日本JRバス                           |
| 昼行急行          | 中国ハイウェイバス北条線 | 大阪駅・新大阪駅     | =               | =             | =           | =         | ◆               | アスティアかさい         | 神姫バス・西日本JRバス                           |

#### 一般路線
- 阪急バス - 市内には西宮営業所＝本庁・甲東・瓦木・鳴尾地区と山口営業所＝山口・塩瀬地域がある。域外からは芦屋浜営業所（芦屋市）の車両が乗入れる。
- さくらやまなみバス - 山口地域（北部地域）- 西宮北口・JR西宮方面（南部地域）を結ぶバス（詳細は後述）。
- 阪神バス - 市内には西宮浜営業所がある。市域外から尼崎営業所（浜田車庫）の車が乗入れ。

なお、阪急バスと阪神バスの共同運行で阪急西宮北口 - 阪神西宮間のバスが運行されている。これは、阪急阪神ホールディングス誕生によるもので、それまでは両駅を直接結ぶバスはなかった。
- みなと観光バス (神戸市) - 山手幹線上を走る。JR甲南山手駅からJR芦屋駅北側を経由し夙川グリーンタウンまで結ぶ路線を運行。以前は、六甲アイランド方面への路線も運行していたが、2017年の路線再編より市内への乗り入れはなくなった。

過去には尼崎市交通局（2016年に阪神バスへ移譲）が尼崎市内から甲子園競輪場（廃止）まで乗り入れていた。

##### 廃止
- 神姫バス - 三田駅 - 神戸駅 の路線があったが、西宮北インターへの乗り入れは廃止された。
- 阪急バス - かつては宝塚営業所（宝塚市）や伊丹営業所（伊丹市）、石橋営業所（大阪府池田市）、唐櫃営業所（神戸市北区）の車が乗り入れていた。

### 道路
- 高速道路・有料道路
  - E1名神高速道路 西宮インターチェンジ
  - E2A中国自動車道 西宮名塩サービスエリア、西宮山口ジャンクション、西宮北インターチェンジ
  - 阪神高速3号神戸線
  - 阪神高速5号湾岸線
  - 阪神高速7号北神戸線
  - 芦有ドライブウェイ
- 一般国道
  - 国道2号、国道43号、国道171号、国道176号
- 県道
  - 主要地方道
    - 兵庫県道16号明石神戸宝塚線
    - 兵庫県道33号塩瀬宝塚線
    - 兵庫県道51号宝塚唐櫃線（有馬街道）
    - 兵庫県道58号西宮停車場線
    - 兵庫県道82号大沢西宮線
      - 西宮北道路

    - 兵庫県道98号有馬山口線

  - 一般県道
    - 兵庫県道114号西宮宝塚線
    - 兵庫県道193号西宮港線
    - 兵庫県道337号生瀬門戸荘線
    - 兵庫県道340号浜甲子園甲子園口停車場線
    - 兵庫県道341号甲子園尼崎線
    - 兵庫県道342号甲子園六湛寺線
    - 兵庫県道343号今津港津門大箇線
    - 兵庫県道573号芦屋鳴尾浜線
    - 兵庫県道・大阪府道606号西宮豊中線
- その他広域幹線道路
  - 山手幹線

### 港湾
- 尼崎西宮芦屋港（重要港湾・商工業港）
- 今津港
- 新西宮ヨットハーバー（しんにしのみや海の駅）

### 空港
隣接する伊丹市には大阪国際空港がある。西宮市内からは上記のバス・鉄道などで連絡している。西宮市は空港地元自治体の連合の大阪国際空港周辺都市対策協議会（10市協）の一員である。

## 放送通信

### 放送
南部地域のテレビ放送は地上デジタル放送、地上アナログ放送ともに近畿広域圏の放送とテレビ大阪は大阪府の生駒山のTV塔からの受信、県域放送については神戸市の摩耶山送信所からの受信となるが、北部地域は山口町丸山山上 (378m) に建てられた西宮山口中継局からの受信となり、三木市や三田市などのエリアに向け電波を送信している。なお、アナログ放送の場合、南部地域ではVHF（一部局除く）、北部地域ではUHFとなりチャンネルが異なっていた。

### 郵便番号
- 西宮郵便局：662-00xx、662-08xx、662-09xx、662-85xx、662-86xx、662-87xx
- 西宮東郵便局：663-80xx、663-81xx、663-82xx、663-85xx、663-86xx、663-87xx
- 宝塚郵便局（宝塚市）：665-00xx、665-08xx、665-85xx、665-86xx、665-87xx、669-11xx
- 西谷郵便局（宝塚市）：669-12xx
- 有野郵便局（神戸市北区）：651-14xx、651-15xx

### 市外局番
西宮市内は3つの市外局番、2つのMA（単位料金区域）に分かれている。また、西宮MAには0797と0798の2つの市外局番が存在する。なお、市内全域の市外局番の統一は山口地域が利便性の高い神戸MAから離脱することとなるため、一部住民が反対し困難な状況である。
- 078（神戸MA、北部・山口地域） - 神戸市（北区道場町生野の一部を除く）、明石市、加古川市の一部、加古郡播磨町の一部へは市外局番なしで通話可能。
- 0797（西宮MA、北部・塩瀬地域） - 宝塚市（仁川地区を除く）、芦屋市、神戸市北区道場町生野の一部へは市外局番なしで通話可能。
- 0798（西宮MA、南部地域） - 宝塚市（仁川地区）へは市外局番なしで通話可能。

なお0797と0798の市外局番相互間の通話はMAが同じであるため市内料金となる。

## 観光

### 名所
- 阪神甲子園球場

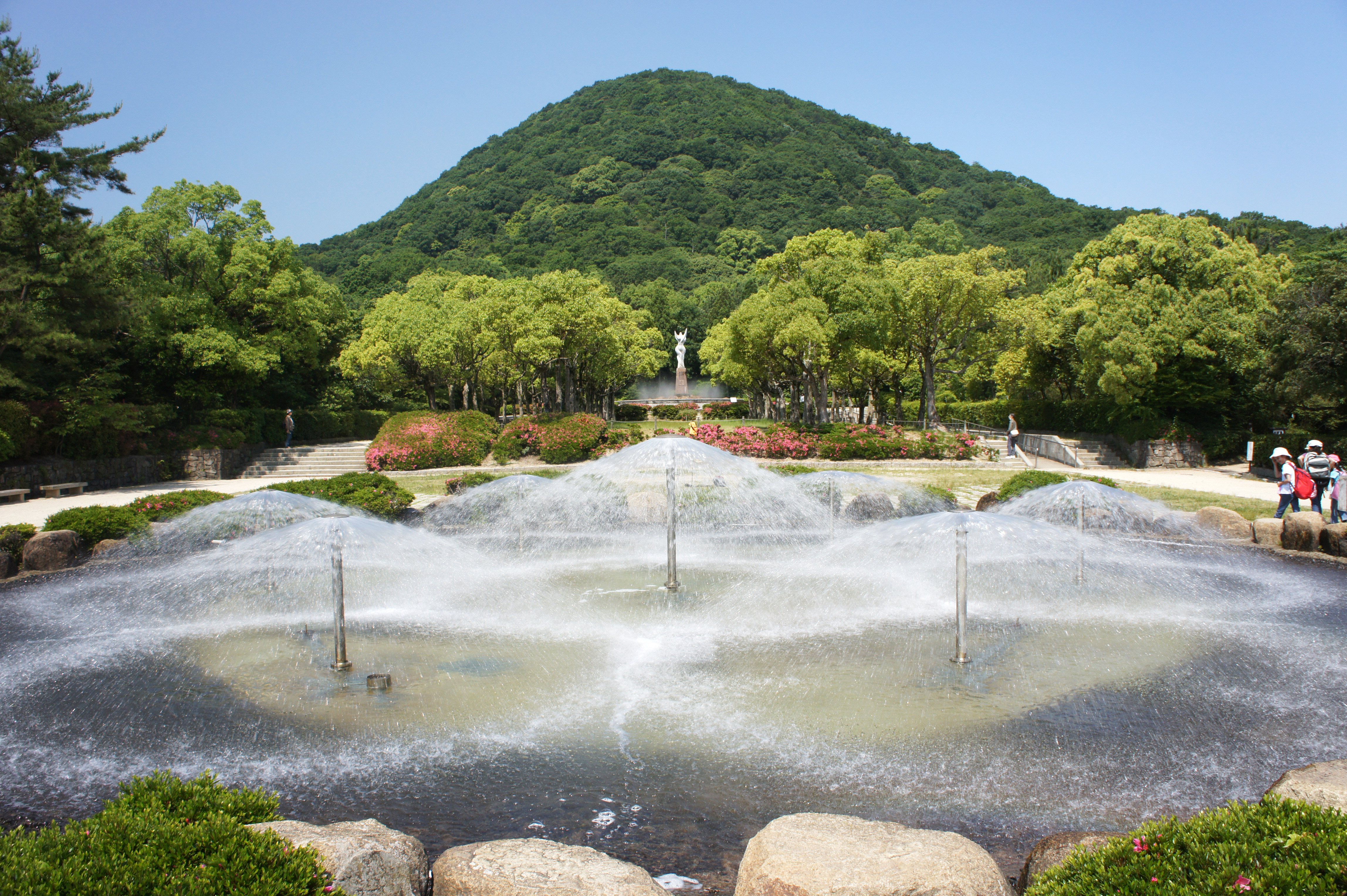
兵庫県立甲山森林公園
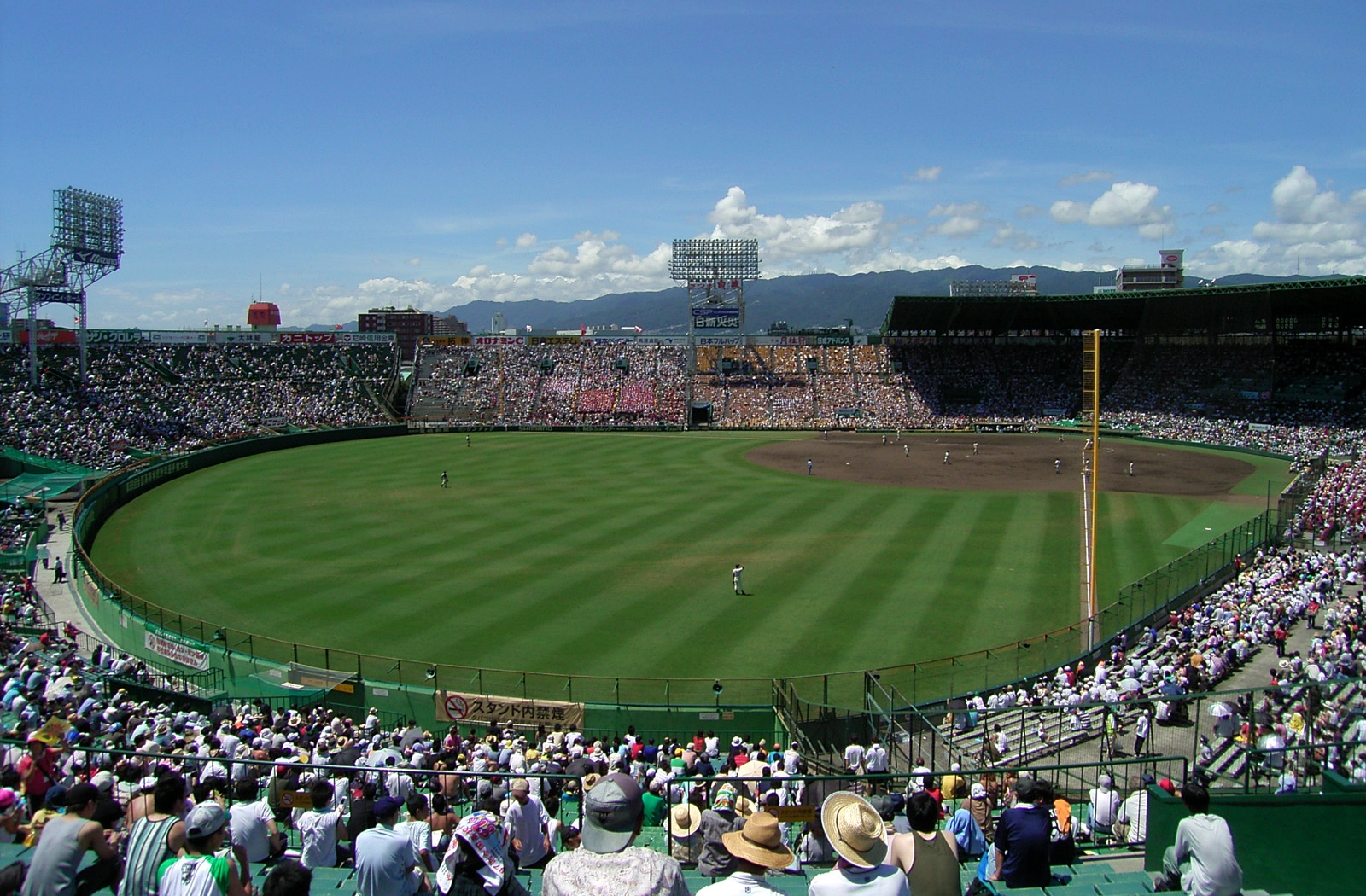
阪神甲子園球場

- 北山緑化植物園
- 北山貯水池
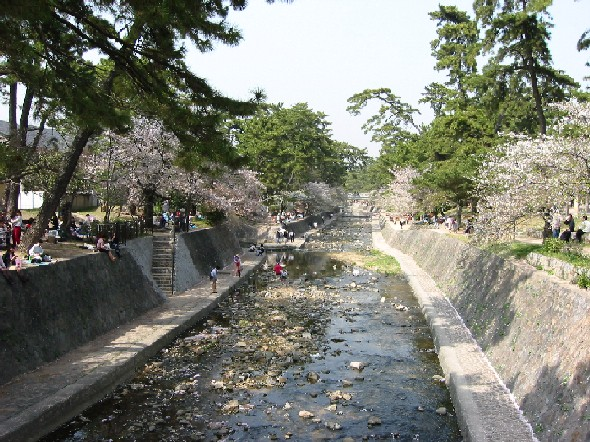
夙川公園（日本さくら名所100選）
- 新西宮ヨットハーバー
- 今津灯台
- 甲子園会館
- 旧辰馬喜十郎住宅（明治21年上棟の西洋館）
- 有馬川
- 蓬萊峡
- 武田尾温泉

- 兵庫県立甲山森林公園
- 阪神甲子園球場
- 夙川公園

### 旧跡・宗教施設

#### 神社
- 西宮神社（えびす宮総本社）
- 廣田神社
- 越木岩神社
- 素盞嗚神社（甲子園神社、タイガース神社）
- 岡太神社
- 熊野神社
- 日野神社
- 福應神社
- 生瀬皇太神社
- 六甲山神社
- 公智神社（式内社）

#### 寺院
- 東光寺（門戸厄神）
- 神呪寺（甲山大師）- 新西国三十三箇所観音霊場第21番
- 鷲林寺
- 西廣寺
- 円満寺

#### その他
- カトリック夙川教会
- アンネのバラの教会

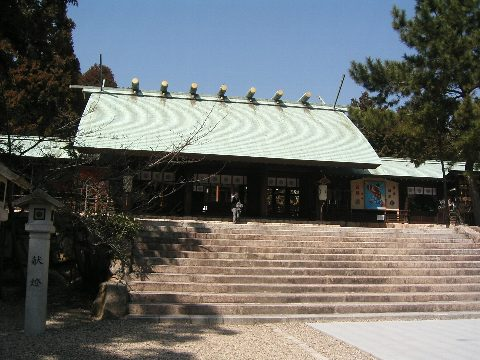
廣田神社
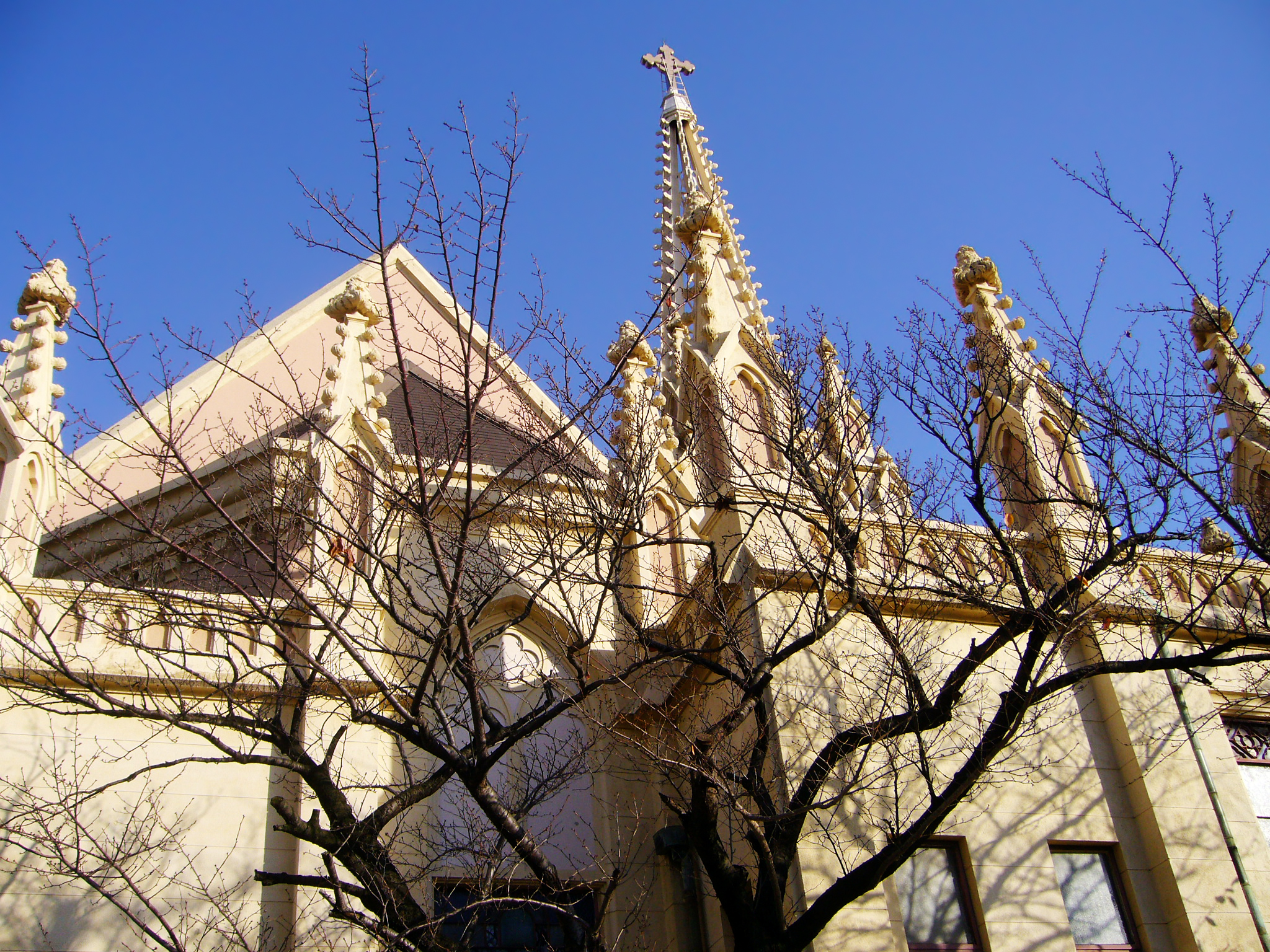
カトリック夙川教会

### 祭事・催事
- 十日えびす（西宮神社）
- 西宮さくら祭（夙川公園他）
- 西宮市民祭り
- 西宮酒ぐらルネサンス
- 西宮国際ハーフマラソン
- 全国高等学校野球選手権大会
- 選抜高等学校野球大会

## 出身の有名人

### 政治・経済
- 飯田壽作（西宮酒造取締役）
- 飯田壽作（西宮酒造取締役）
- 伊藤保平（西宮酒造社長、参議院議員、西宮市会議長）
- 前田房之助（政治家、衆議院議員、立憲民政党政調会長）
- 大串正樹（政治家、衆議院議員）
- 覚心平十郎（酒造家、兵庫県多額納税者）
- 阪口吉蔵（酒造家、兵庫県多額納税者）
- 阪口市蔵（貸地業、地家主）
- 末吉興一 (元政治家、元北九州市長)
- 鈴木英敬 (政治家、元三重県知事、衆議院議員)
- 三代辰馬悦蔵（酒造家、辰馬悦蔵商店社長、兵庫県多額納税者）
- 辰馬喜十郎[46]（酒造家、恵美酒銀行頭取、辰馬利一の養父）
- 辰馬吉左衛門（辰馬本家13代当主、酒造家、貴族院多額納税者議員）
- 辰馬半右衛門[46]（酒造家、鳴尾村長、辰馬商会社長）
- 辰馬半左衛門[46]（酒造家、資産家）
- 辰馬半蔵[46]（酒造家、兵庫県多額納税者）
- 辰馬保蔵[46]（酒造家、辰馬商会取締役）
- 千足富郷（材木商、兵庫県多額納税者）
- 千足甚左衛門[46]（材木商、恵美酒銀行専務取締役）
- 森本甚兵衛[46]（西宮酒造社長）
- 初代八馬兼介[46]（米屋、精米商、八馬汽船創業者、西宮銀行頭取、資産家）
- 三代八馬兼介（八馬財閥当主、資産家、神戸銀行頭取、貴族院議員）
- 八馬駒雄（西宮酒精社長）
- 八馬啓（多聞酒造相談役）
- 八馬望（多聞酒造会長）
- 八馬眞治（多聞酒造社長）
- 八馬安二良（八馬汽船社長）
- 八馬理（西宮酒造社長）
- 山縣勝見（旧姓・辰馬、参議院議員、興亜火災海上保険会長）
- 井巻久一（マツダ株式会社代表取締役社長）
- 柚木治（株式会社ジーユー代表取締役社長）
- 小松一郎（元内閣法制局長官）
- 田良原政隆（駐エルサルバドル特命全権大使）
- 神田眞人（アジア開発銀行総裁、財務官）
- 北橋健治 (北九州市長、民社協会専務理事 、衆議院議員、衆議院環境委員長)
- 山田隆持（株式会社NTTドコモ代表取締役社長）

### 学術
- 天野正幸（哲学者、東京大学人文社会系研究科教授）
- 五百籏頭眞（政治学者）
- 円満字二郎（漢字研究者）
- 加登豊（会計学者、経営学者）
- 紅野敏郎（国文学者）
- 小松謙（中国文学者）
- 斉藤ひでみ（高校地歴科教諭）
- 阪口正二郎（憲法学者）
- 直野章子（社会学者、広島市立大学広島平和研究所）
- 長谷川一郎（天文学者）
- 花房秀三郎（癌ウイルス学者、文化勲章受章）
- 元木泰雄（歴史学者）
- 四方田犬彦（比較文学者、映画史家、明治学院大言語文化研究所所長）
- 脇田晴子（歴史学者）
- ニック・バルア （物理学者、経営者）

### 文化
- 村上春樹（小説家）
- 赤田勲（ゲームクリエイター、ゲームプロデューサー）
- 阿久津主税（将棋棋士）
- 浅暮三文（作家、推理作家、SF作家）
- 我孫子武丸（推理作家）
- 岩谷時子（作詞家・翻訳家）
- 海野つなみ（漫画家）
- 江頭美智留（脚本家）
- 大川ぶくぶ（漫画家、『ポプテピピック』作者）
- 尾崎将也（脚本家）
- 勝部如春斎（絵師）
- 河内厚郎（文化プロデューサー、阪急文化財団理事）
- 菊池徹（南極探検家）
- 木村博史（ビジネス書作家・放送作家）
- 熊谷真菜（生活文化研究家、たこ焼き研究家（タコヤキスト）、作家、フードマーケティングデザイナー）
- 小林恭二（作家）
- 坂上陽三（ゲームクリエイター、ゲームプロデューサー、バンダイナムコエンターテインメント役員）
- 佐野菜見（漫画家）
- 三代目魚武濱田成夫（詩人）
- 重森孝子（脚本家）
- 清涼院流水（推理作家、自称「大説家」）
- 谷川流（作家）
- ひきたよしあき（コラムニスト、著作家、スピーチライター）
- 深見東州（半田晴久）（宗教家、実業家）
- 福王和幸（ワキ方福王流能楽師）
- 万波奈穂（囲碁棋士)
- やぶうち優（漫画家、アニメ「水色時代」の原作者）

### 芸能・音楽
- あいみょん（シンガーソングライター）
- 芦田愛菜（女優・タレント）[47]
- 内田裕也（ミュージシャン）
- 大西流星（アイドル、なにわ男子）[48]
- 岡崎体育（シンガーソングライター）
- 小池美波（アイドル、元櫻坂46）
- 沙倉ゆうの（女優）
- 佐野晶哉（アイドル、Aぇ! group）
- 鈴木浩文（俳優）
- 鈴木亮平（俳優）
- 団長安田（お笑い芸人、安田大サーカス）
- 月亭方正（落語家、お笑い芸人）
- 堤真一（俳優）
- 生瀬勝久（俳優）
- 藤原紀香（女優）
- ミナ（アイドル、TWICE）
- 呂布カルマ（ラッパー）

### 宝塚歌劇団
- 蘭寿とむ（元花組トップスター）
- 寿美花代（元星組トップスター）
- 舞羽美海（元雪組トップ娘役）
- 帆純まひろ（元花組男役）
- 鳳翔大（元雪組男役）
- 咲城けい（雪組男役）
- 紀城ゆりや（雪組男役）

### スポーツ
- 紀平梨花（フィギュアスケート選手）
- 佐藤輝明（プロ野球選手、阪神タイガース所属）
- 永井龍（プロサッカー選手、サンフレッチェ広島所属）
- 小林稔（騎手・競走馬調教師）
- 長島☆自演乙☆雄一郎（プロキックボクサー）
- 田口壮（元プロ野球選手、福岡県で出生後、小学校卒業まで岡山県岡山市で過ごし、中学時代より西宮に在住。）
- 坂本直子（マラソン選手）
- 中村友梨香（マラソン選手）（京都府福知山市生まれ）
- 畑中和（車いす陸上競技選手）
- 別当薫（元プロ野球選手・監督。野球殿堂入り）
- 藤尾茂（元プロ野球選手）
- 大村直之（元プロ野球選手。大阪近鉄バファローズ→福岡ソフトバンクホークス→オリックス・バファローズ）
- 南竜介（元プロ野球選手。横浜ベイスターズ→千葉ロッテマリーンズ）
- 沢松奈生子（元プロテニス選手）
- 沢松和子（元テニス選手。沢松奈生子の叔母）
- 沢松順子（元テニス選手。沢松奈生子の母）
- 石澤典明（元プロサッカー選手。MIOびわこ草津）
- 井上怜奈（フィギュアスケート選手）
- 成本年秀（元プロ野球選手。ロッテ→阪神タイガース→ヤクルトスワローズ→中華職棒・統一）
- ヒロ松下（元インディ500ドライバー）
- 森本晃生  (元レーシングドライバー)
- 宮城光（元オートバイレーサー、レーシングドライバー）
- 戸澤陽（プロレスラー。WWE所属）
- 松岡亮輔（プロサッカー選手。藤枝MYFC所属）
- 多田悦子（プロボクサー）
- 中井龍（プロボクサー）
- 木下勲（プロバスケットボール選手。和歌山トライアンズ所属）
- 多岐篤司（元プロ野球選手）
- 小林賢太（ラグビー選手）
- 雲山弘貴（ラグビー選手）
- 藤井慎太郎（ラグビー選手）
- 宮地静香（クリケット選手。日本人初のプロ選手）[49]
- 下村海翔（プロ野球選手、阪神タイガース所属）

### マスコミ関係
- 船守さちこ（フリーアナウンサー、音楽評論家）
- 大谷舞風 （NHKアナウンサー）
- 黒田みゆ（日本テレビアナウンサー）
- 佐々木恭子（フジテレビアナウンサー）
- 上垣皓太朗 (フジテレビアナウンサー)
- 桑原達秋（元福井テレビアナウンサー）
- 野田靖博（元静岡放送アナウンサー）
- 庄野俊哉（東海テレビアナウンサー）
- 松井美智子（東海テレビアナウンサー）
- 朝山くみ（元東海テレビアナウンサー）
- 中橋かおり（元CBCテレビアナウンサー）
- 宇野名都美（元テレビ愛知アナウンサー、元山口朝日放送アナウンサー）
- 松元真一郎（元フジテレビアナウンサー）
- 大田良平（読売テレビアナウンサー）
- 湯浅明彦（サンテレビスポーツアナウンサー）
- 小寺右子（朝日放送テレビアナウンサー）
- 中谷しのぶ（読売テレビアナウンサー）
- 島本真衣（テレビ朝日アナウンサー）
- 舘山聖奈（関西テレビアナウンサー）
- 橋本和花子（関西テレビアナウンサー）

## 西宮市在住の有名人
- 岡田彰布（阪神タイガース監督）
- キュウソネコカミ（ロックバンド）
- 笑福亭鶴瓶（落語家、タレント、大阪市平野区出身）
- たむらけんじ（お笑い芸人、大阪府阪南市出身）
- 西田ひかる（神奈川県川崎市出身のタレント、女優、元アイドル歌手。西宮市観光大使[50]）
- 藤川球児（高知県高知市出身の元プロ野球選手）
- 星野伸之（オリックス・バファローズ元投手コーチ。北海道旭川市出身）

## ゆかりのある有名人
- 明石家さんま（お笑い芸人。下積み時代、今津久寿川町に居住）
- 水木しげる（漫画家。1953年より約4年間、今津水波町に居住。紙芝居作家時代）
- L'Arc〜en〜Ciel（ロックバンド。結成地）
- キュウソネコカミ （ロックバンド。結成地）
- 貴景勝（力士。市内・仁川学院高等学校を卒業）
- 堂安律（サッカー選手。尼崎市出身。小学生時代、西宮SSに所属）
- C.B.セブルスキー（米マーベル･コミックス編集長。過去に市内居住）
- 山田五郎（評論家。小学生時代、市内居住）
- 稲垣早希（お笑い芸人。神戸市東灘区出身。市内・甲子園学院高等学校を卒業）
- 大橋未歩（フリーアナウンサー、元テレビ東京アナウンサー。市内・神戸女学院中学部・高等学部を卒業）
- 赤江珠緒 （フリーアナウンサー、元朝日放送アナウンサー。小学6年から中学2年まで西宮市に在住）
- 明石昌夫（音楽プロデューサー、大阪府出身）
- 伊藤雄二（JRA調教師。学生時代に市内在住、西宮市立西宮高等学校を卒業）
- 賀川豊彦（社会事業家・牧師。神戸市出身）
- 岸田辰彌（宝塚歌劇団演出家、オペラ歌手、東京都出身）
- 常盤貴子（女優。小学4年生から高校1年生まで7年間西宮市に居住）
- 宮本泰介 （政治家。千葉県習志野市長、元習志野市議会議員。千葉県習志野市出身。小学1年生の夏休みから中学2年生の夏休みまで過ごす。）
- N'夙川BOYS（ロックバンド。メンバー全員が西宮市出身）

## 備考

西宮市章
西宮市旗

### 西宮市章
篭目紋・六芒星風の形をした「宮」を意味する片仮名の“ヤ”を3つ組み合わせ、中心の篆書体の「西」を囲み「西宮」を表している。1926年（大正15年）4月15日制定。西宮町制時の1910年（明治43年）5月16日に制定され、市制施行後に継承。普通の六芒星との違いが分かりにくいが、左上凹部、右凹部、左下凹部で、線がずれている。

### 市歌
1946年（昭和21年）12月23日に制定された。作詞・北村正元、作曲・山田耕筰。
西宮市では市歌だけでなく「西宮市民歌」「文京住宅都市西宮の歌」「平和の歌 愛してますかふるさとを」など多数の市民愛唱歌を選定している。

### 市旗
白地に太陽と幸せを表す赤、六甲の自然を表す緑の両色から成るひらがなの「に」で「にしのみや」を表現。1970年（昭和45年）11月3日制定。

### さくらやまなみバス
- 事業主体は西宮市、運行事業者は阪急バスであり、実質的に西宮市のコミュニティバスである。市内南北の移動にはバスや鉄道を数回乗り継ぐ必要があった。2007年に市内南北を乗り継ぎ無しで移動できる南北バスの試験運行事業が始まり、2009年4月1日よりルートを変更した上で、「さくらやまなみバス」として運行開始された。
  - 試験運行期間 2007年9月1日 - 11月30日
  - 運行区間
    - 名来系統 西宮北口 - JR西宮 - JRさくら夙川 - 阪急夙川 - 金仙寺 - 鎌倉峡 - 天上橋 - 名来
    - 新有馬系統 西宮北口 - JR西宮 - JRさくら夙川 - 阪急夙川 - 金仙寺 - 流通センター南 - 中野 - 新有馬

### 市内震災被害
阪神・淡路大震災での市内の被害は以下の通り。
- 死者：1,134人
- 負傷者：6,386人
- 家屋被害：全壊34,181世帯、半壊27,116世帯
- 避難所：194箇所（最大時：平成7年1月20日）
- 避難者：44,351人（最大時：平成7年1月19日）
- 火災発生：41件

## 西宮市が舞台またはモデルとなった作品

### 小説
西宮市には歴史的に古いものも多く、明治 - 昭和初期における阪神間モダニズムの影響を受けている関係で、多くの文学作品に登場している。
- 『火垂るの墓』（野坂昭如：ニテコ池、夙川公園、香櫨園、回生病院など）
- 『細雪』（谷崎潤一郎：夙川公園、阪急夙川駅など）
- 『卍』（谷崎潤一郎：香櫨園）
- 『砂の城』（遠藤周作：甲山）
- 『黄色い人』（遠藤周作：カトリック夙川教会など）
- 『影法師』（遠藤周作：カトリック夙川教会など）
- 『闘牛』（井上靖：阪急西宮スタジアム、阪急西宮北口駅など）
- 『猟銃』（井上靖：阪急夙川駅など）
- 『あした来る人』（井上靖：阪神香櫨園駅など）
- 『昨日と明日の間』（井上靖：阪神香櫨園駅、夙川公園、香櫨園浜）
- 『射程』（井上靖：甲子園ホテル(現・武庫川女子大学甲子園会館)など）
- 『貧血と花と爆弾』（井上靖：阪急西宮スタジアムなど）
- 『十三番目の人格 ISOLA』（貴志祐介：阪神・淡路大震災直後の西宮市）
- 『本の話』（由起しげ子：クリスト・ロア病院（現・上ケ原病院）、関西学院、夙川など）
- 『決戦・日本シリーズ』（かんべむさし：阪神甲子園球場、阪急西宮球場など）
- 『青が散る』（宮本輝：香櫨園など）
- 『錦繍』（宮本輝：香櫨園など）
- 『幻の光』（宮本輝：甲子園など）
- 『女の勲章』（山崎豊子：甲子園など）
- 『白い巨塔』（山崎豊子：主人公・財前教授宅が夙川。他に浜甲子園）
- 『浜風受くる日々に』（風見梢太郎：甲子園球場南側にあった当時の甲陽学院高等学校）
- 『涼宮ハルヒシリーズ』（谷川流：兵庫県立西宮北高等学校、阪急甲陽園駅など）
- 『阪急電車』（有川浩：阪急今津線西宮北口駅 - 甲東園駅）
- 『辺境・近境』（村上春樹：阪神西宮駅、旧西宮市立中央図書館など）
- 『幻の兵車』（賀川豊彦：夙川、瓦木、阪急夙川駅、西宮神社）
- 『酸素』（大岡昇平：夙川）
- 『奴隷』（細井和喜蔵：香櫨園、甲山）
- 『名塩川』（水上勉：名塩川、名塩）
- 『神様の御用人 5 』（浅葉なつ：西宮神社など）
- このほか田辺聖子の作品に頻繁に登場する。
- 補記 参考サイト「 西宮文学回廊]」

### 映画・ドラマ
映画
- 『新しき土』（1937年）（甲子園ホテル:現・武庫川女子大学甲子園会館）
- 『軍國女學生』（1938年）（神戸女学院高等学部）
- 『女學生と兵隊』（1940年）（夙川公園）
- 『瞼の戦場』（1940年）（関西学院）
- 『海の小扇太』（1955年）（甲山）
- 『隠し砦の三悪人』（1958年）（蓬萊峡）
- 『細雪』（1959年版）（夙川、夙川公園）
- 『あすの花嫁』（1962年）（神戸女学院大学）
- 『姿三四郎』（1965年）（蓬莱峡）
- 『風の歌を聴け』（1981年）（阪急西宮スタジアム、中央運動公園陸上競技場、夙川クリスボン）
- 『She's Rain』（1993年）（阪急夙川駅、甲陽園、香櫨園）
- 『涼宮ハルヒの消失』（2010年）（主人公たちが通う学校は兵庫県立西宮北高等学校などをモデルとしている）
- 『阪急電車 片道15分の奇跡』（2011年）（有川浩『阪急電車』の映画化。今津線沿線が舞台となっている）
- 『幼な子われらに生まれ』（2017年）（西宮名塩ニュータウン・東山台北公園）

ドラマ
- 『甘辛しゃん』（翠橋）
- 『風のハルカ』（関西学院大学、新西宮ヨットハーバー、神戸女学院大学）
- 『わかば』（松山大学温山記念会館（旧新田邸）、豊楽公園）
- ドラマ人間模様『妹』（関西学院大学）
- 銀河テレビ小説『妻・愛は迷路』（甲子園、苦楽園）
- 木曜ゴールデンドラマ『あなたは妻を守れるか』（夙川駅、苦楽園、西宮北口）
- 木曜ゴールデンドラマ（最終作）『また逢う日まで…女の春』（夙川公園）
- 阪急ドラマシリーズ『赤いバッシュ !』（甲陽学院高等学校）
- 阪急ドラマシリーズ『べにすずめたちの週末』（夙川駅周辺、夙川公園）
- 阪急ドラマシリーズ『怪人二十面相と少年探偵団』（西宮北口）
- ドラマ30『暖流』（2007年版）（神戸女学院大学）
- 終戦60年スペシャルドラマ『火垂るの墓-ほたるのはか-』（夙川公園、翠橋）

### 漫画・アニメ
- 様々な野球漫画で阪神甲子園球場が登場する。
- 『涼宮ハルヒシリーズ』（舞台ではなく、モデルとされている）
  - アニメ『涼宮ハルヒの憂鬱』（実際に西宮北口駅前などでロケハンが行われている）
- 『坂本ですが?』（鳴尾・武庫川女子大前駅など）
- 『ジパング』に登場する護衛艦「みらい」艦長・梅津三郎は西宮市池田町生まれという設定である。
- 機動警察パトレイバーの熊耳武緒巡査部長は兵庫県西宮市出身という設定である。

### 楽曲
- 『阪神電車唱歌』（大和田建樹作：武庫川、鳴尾百花園、昌林寺、西宮神社、御前浜、廣田神社、香櫨園遊園地、甲山）

## 不祥事
2017年（平成29年）に市が発注した下水管工事をめぐり、市職員と落札業者の3人が逮捕された官製談合事件で、業者側が市職員に非公表の入札情報の漏洩を依頼した疑いのあることが2019年1月30日、捜査関係者への取材で分かった。兵庫県警は同日までに市役所など関係先の家宅捜索を行い不正が起きた構造的な背景を捜査している。

## ギャラリー

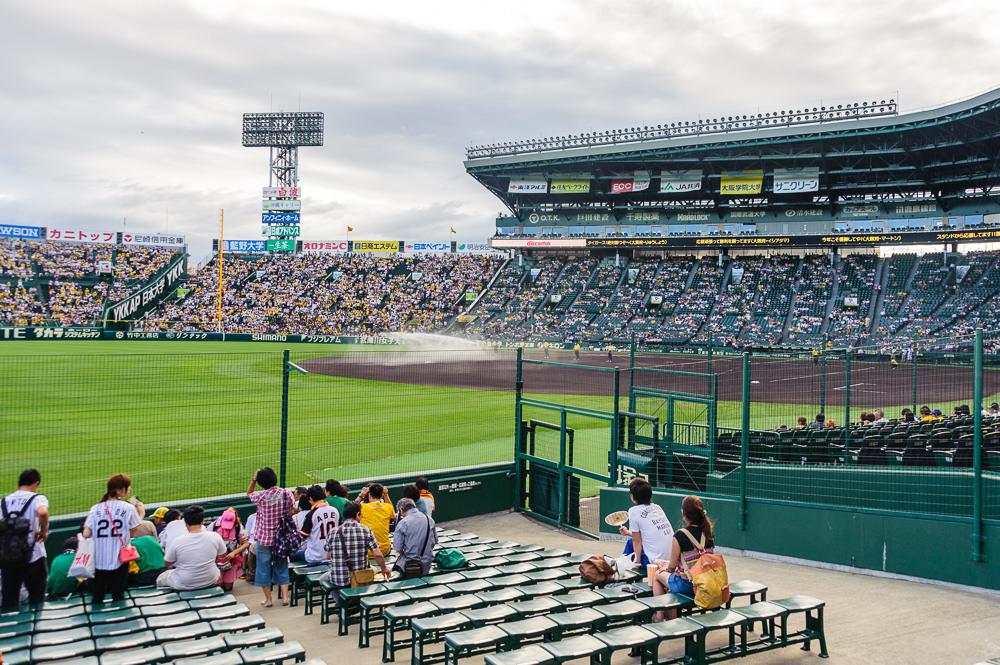
阪神甲子園球場
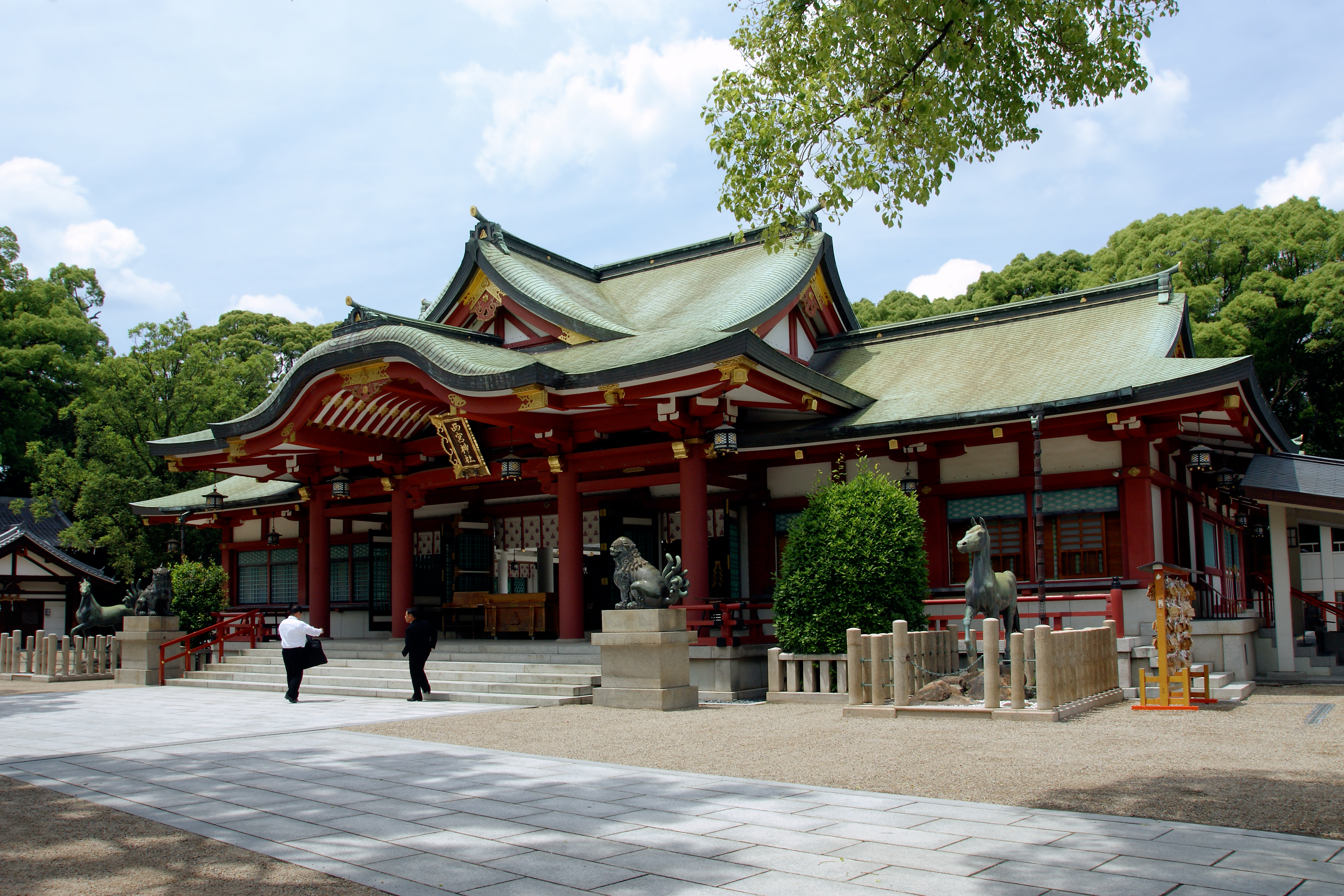
西宮神社
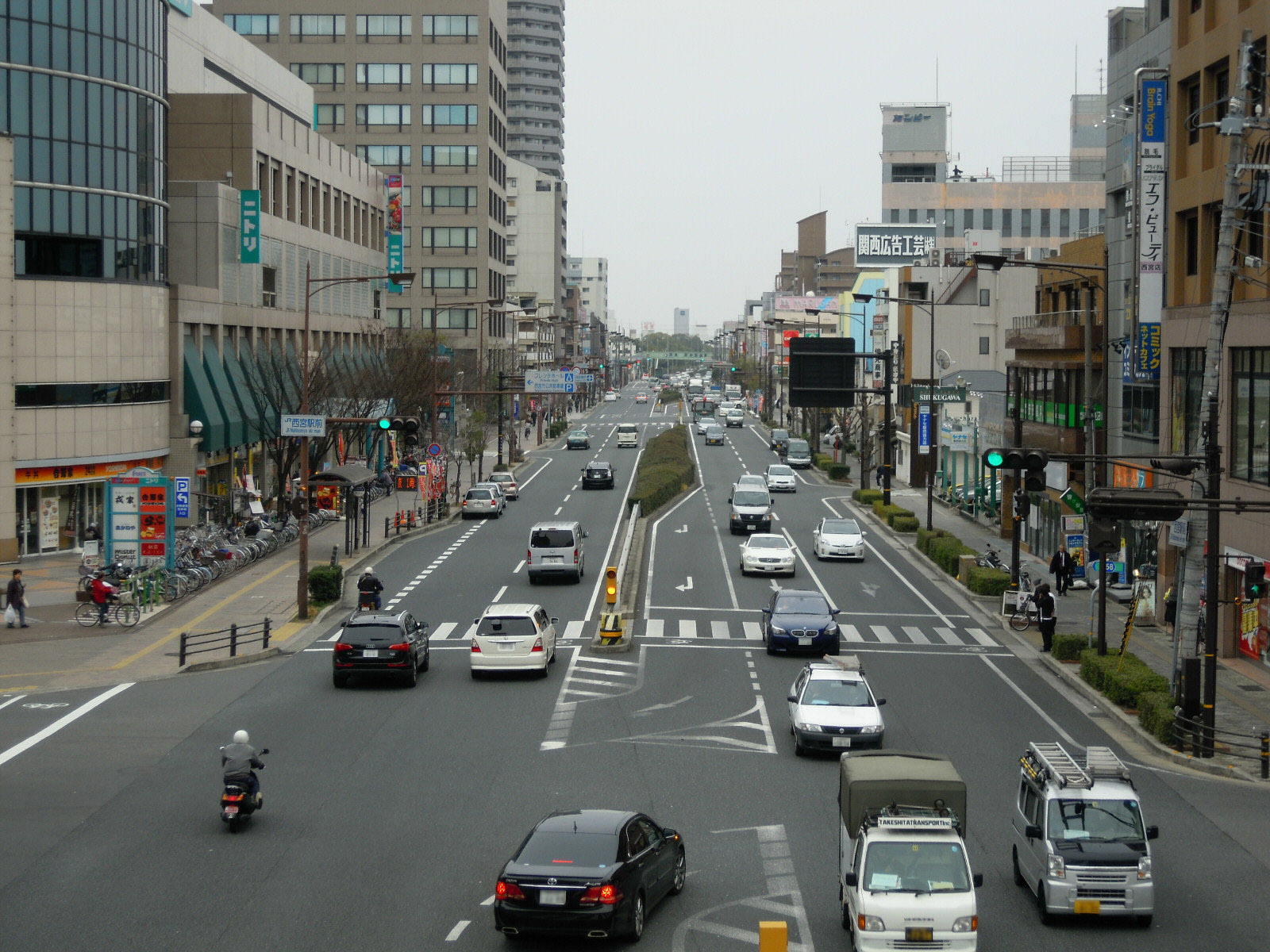
池田町
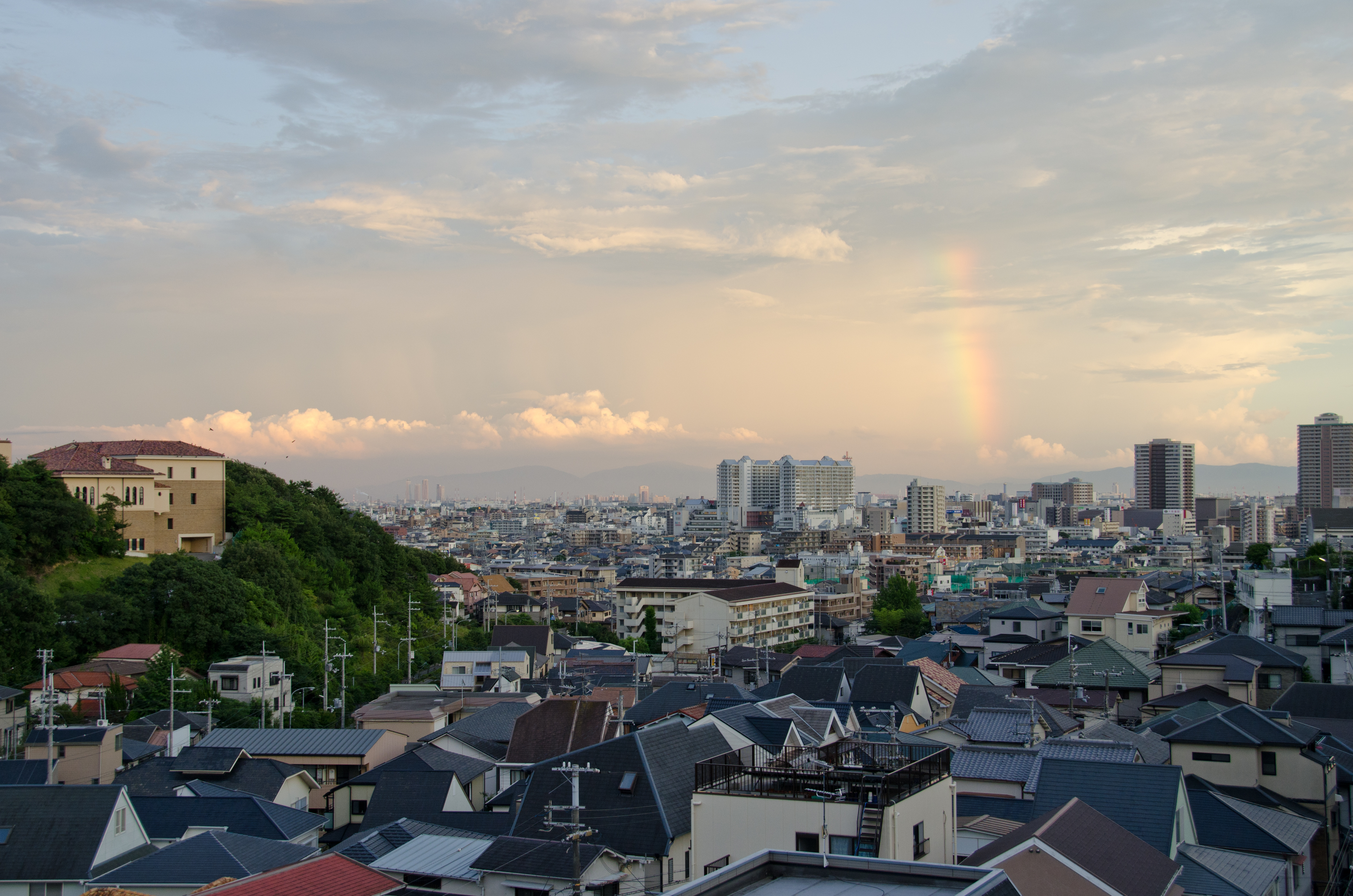
西宮の街並み
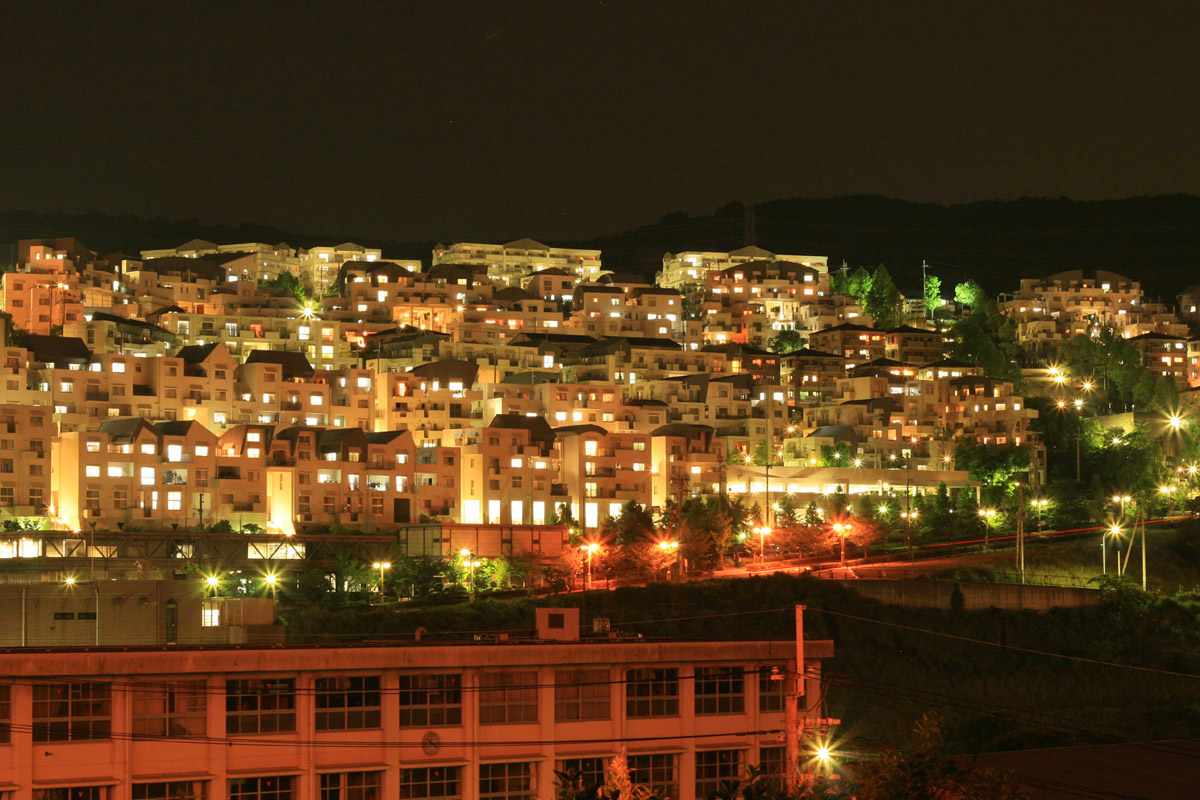
西宮名塩ニュータウン
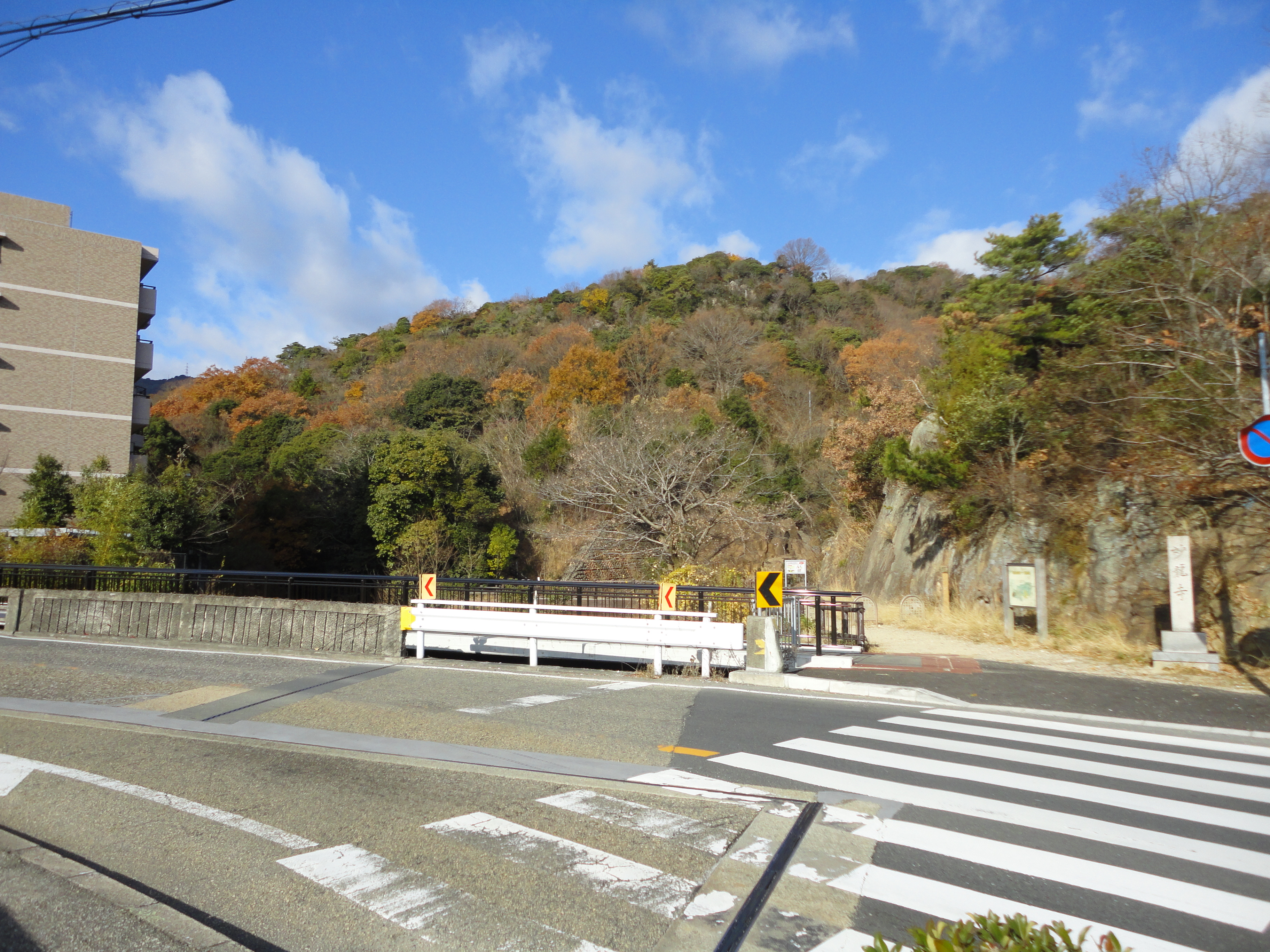
甲陽園
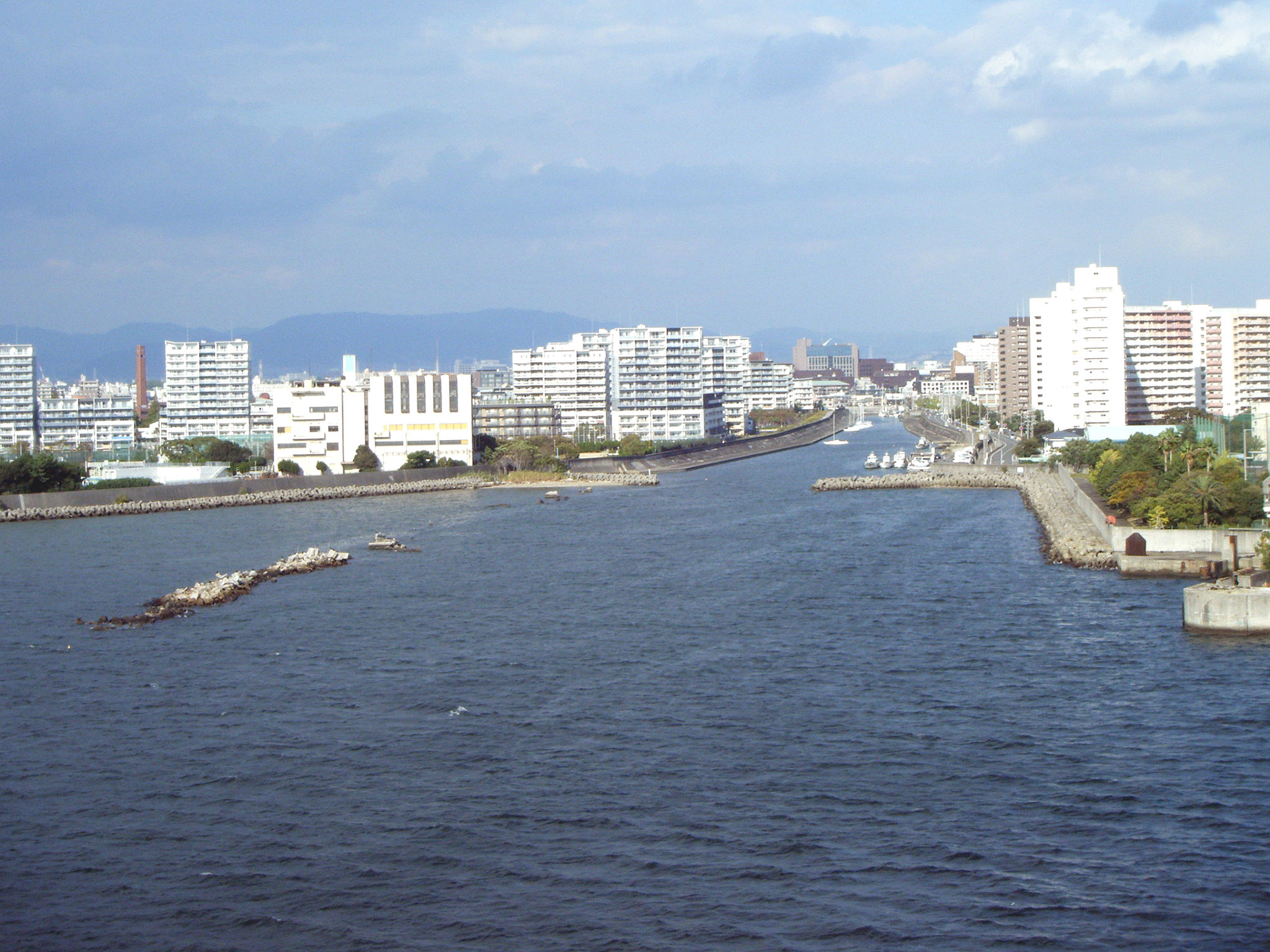
枝川（鳴尾川）河口